# バレーボール2007/08Vプレミアリーグ
バレーボール 2007/08 Vプレミアリーグ（ばれーぼーる2007/08 ぶいぷれみありーぐ）は、2007年12月8日から2008年4月6日にかけて行われたVプレミアリーグの大会である。

## 概要

### 日程
- 男子:2007年12月15日 - 2008年4月5日（決勝）
- 女子:2007年12月8日 - 2008年4月6日（決勝）

### 試合方法
男子は4回戦、女子は3回戦総当たりのレギュラーラウンドを行う。通算成績の上位4チームが、セミファイナルラウンドに進出し、上位2チームが優勝決定戦を行う。

## 男子

### 参加チーム
| 前回順位 | チーム名                         | 備考 |
| -------- | -------------------------------- | ---- |
| 1        | サントリーサンバーズ             |      |
| 2        | 東レ・アローズ                   |      |
| 3        | 松下電器パナソニック・パンサーズ |      |
| 4        | 豊田合成トレフェルサ             |      |
| 5        | JTサンダーズ                     |      |
| 6        | 堺ブレイザーズ                   |      |
| 7        | NECブルーロケッツ                |      |
| 8        | 大分三好ヴァイセアドラー         |      |

### 1Leg

#### 12月15日
| #301 | 2007年12月15日 11:05 |                                  |                              |                              |                                                            |
| #301 | 2007年12月15日 11:05 | 大分三好ヴァイセアドラー （1敗） | 0 - 3 (19-25) (9-25) (21-25) | サントリーサンバーズ （1勝） | 有明コロシアム 観客数: 2,080人 主審: 酒出修 副審: 西澤裕之 |
| #301 | 2007年12月15日 11:05 |                                  |                              |                              | 有明コロシアム 観客数: 2,080人 主審: 酒出修 副審: 西澤裕之 |

| #302 | 2007年12月15日 12:50 |                        |                               |                              |                                                            |
| #302 | 2007年12月15日 12:50 | 堺ブレイザーズ （1勝） | 3 - 0 (25-16) (27-25) (25-21) | 豊田合成トレフェルサ （1敗） | 有明コロシアム 観客数: 2,500人 主審: 小柴滋 副審: 石井洋壮 |
| #302 | 2007年12月15日 12:50 |                        |                               |                              | 有明コロシアム 観客数: 2,500人 主審: 小柴滋 副審: 石井洋壮 |

| #303 | 2007年12月15日 14:43 |                                          |                               |                        |                                                              |
| #303 | 2007年12月15日 14:43 | 松下電器パナソニック・パンサーズ （1勝） | 3 - 1 (20-25) (25-22) (25-21) | 東レ・アローズ （1敗） | 有明コロシアム 観客数: 3,210人 主審: 大塚達也 副審: 野村考一 |
| #303 | 2007年12月15日 14:43 |                                          |                               |                        | 有明コロシアム 観客数: 3,210人 主審: 大塚達也 副審: 野村考一 |

| #304 | 2007年12月15日 16:57 |                           |                                               |                      |                                                            |
| #304 | 2007年12月15日 16:57 | NECブルーロケッツ （1敗） | 2 - 3 (22-25) (20-25) (25-18) (25-16) (10-15) | JTサンダーズ （1勝） | 有明コロシアム 観客数: 3,580人 主審: 田野昭彦 副審: 勝又正 |
| #304 | 2007年12月15日 16:57 |                           |                                               |                      | 有明コロシアム 観客数: 3,580人 主審: 田野昭彦 副審: 勝又正 |

#### 12月16日
| #305 | 2007年12月16日 10:30 |                                  |                                              |                        |                                                            |
| #305 | 2007年12月16日 10:30 | 大分三好ヴァイセアドラー （2敗） | 2 - 3 (25-22) (20-25) (25-21) (15-25) (7-15) | 堺ブレイザーズ （2勝） | 有明コロシアム 観客数: 2,500人 主審: 大塚達也 副審: 仲博史 |
| #305 | 2007年12月16日 10:30 |                                  |                                              |                        | 有明コロシアム 観客数: 2,500人 主審: 大塚達也 副審: 仲博史 |

| #306 | 2007年12月16日 13:08 |                              |                               |                              |                                                          |
| #306 | 2007年12月16日 13:08 | 豊田合成トレフェルサ （2敗） | 0 - 3 (19-25) (18-25) (16-25) | サントリーサンバーズ （2勝） | 有明コロシアム 観客数: 3,000人 主審: 小柴滋 副審: 酒出修 |
| #306 | 2007年12月16日 13:08 |                              |                               |                              | 有明コロシアム 観客数: 3,000人 主審: 小柴滋 副審: 酒出修 |

| #307 | 2007年12月16日 15:00 |                           |                               |                           |                                                              |
| #307 | 2007年12月16日 15:00 | NECブルーロケッツ （2敗） | 0 - 3 (15-25) (31-33) (19-25) | 東レ・アローズ （1勝1敗） | 有明コロシアム 観客数: 3,600人 主審: 石井洋壮 副審: 田野昭彦 |
| #307 | 2007年12月16日 15:00 |                           |                               |                           | 有明コロシアム 観客数: 3,600人 主審: 石井洋壮 副審: 田野昭彦 |

| #308 | 2007年12月16日 17:00 |                                          |                               |                         |                                                            |
| #308 | 2007年12月16日 17:00 | 松下電器パナソニック・パンサーズ （2勝） | 3 - 0 (25-20) (26-24) (25-21) | JTサンダーズ （1勝1敗） | 有明コロシアム 観客数: 3,800人 主審: 勝又正 副審: 堀越由高 |
| #308 | 2007年12月16日 17:00 |                                          |                               |                         | 有明コロシアム 観客数: 3,800人 主審: 勝又正 副審: 堀越由高 |

#### 12月22日
| #309 | 2007年12月22日 14:00 |                                             |                                       |                        |                                                                  |
| #309 | 2007年12月22日 14:00 | 松下電器パナソニック・パンサーズ （2勝1敗） | 1 - 3 (20-25) (18-25) (25-20) (15-25) | 堺ブレイザーズ （3勝） | 堺市金岡公園体育館 観客数: 2,200人 主審: 印藤智一 副審: 小野将人 |
| #309 | 2007年12月22日 14:00 |                                             |                                       |                        | 堺市金岡公園体育館 観客数: 2,200人 主審: 印藤智一 副審: 小野将人 |

| #310 | 2007年12月22日 13:07 |                           |                       |                              |                                                                |
| #310 | 2007年12月22日 13:07 | NECブルーロケッツ （3敗） | 0 - 3 (20-25) (18-25) | サントリーサンバーズ （3勝） | 大阪市中央体育館 観客数: 2,100人 主審: 中馬義郎 副審: 山本和良 |
| #310 | 2007年12月22日 13:07 |                           |                       |                              | 大阪市中央体育館 観客数: 2,100人 主審: 中馬義郎 副審: 山本和良 |

| #311 | 2007年12月22日 16:40 |                         |                               |                                  |                                                                              |
| #311 | 2007年12月22日 16:40 | JTサンダーズ （2勝1敗） | 3 - 0 (25-14) (25-19) (25-21) | 大分三好ヴァイセアドラー （3敗） | 草薙総合運動場体育館 観客数: 1,000人 主審: グレッグ・ルーオー 副審: 加藤孝仁 |
| #311 | 2007年12月22日 16:40 |                         |                               |                                  | 草薙総合運動場体育館 観客数: 1,000人 主審: グレッグ・ルーオー 副審: 加藤孝仁 |

| #312 | 2007年12月22日 14:00 |                           |                                               |                              |                                                                  |
| #312 | 2007年12月22日 14:00 | 東レ・アローズ （2勝1敗） | 3 - 2 (22-25) (23-25) (25-18) (25-20) (15-13) | 豊田合成トレフェルサ （3敗） | 草薙総合運動場体育館 観客数: 1,500人 主審: 勝又正 副審: 大塚春夫 |
| #312 | 2007年12月22日 14:00 |                           |                                               |                              | 草薙総合運動場体育館 観客数: 1,500人 主審: 勝又正 副審: 大塚春夫 |

#### 12月23日
| #313 | 2007年12月23日 14:00 |                           |                                       |                        |                                                                  |
| #313 | 2007年12月23日 14:00 | NECブルーロケッツ （4敗） | 1 - 3 (21-25) (23-25) (25-22) (21-25) | 堺ブレイザーズ （4勝） | 堺市金岡公園体育館 観客数: 2,000人 主審: 山本和良 副審: 中馬義郎 |
| #313 | 2007年12月23日 14:00 |                           |                                       |                        | 堺市金岡公園体育館 観客数: 2,000人 主審: 山本和良 副審: 中馬義郎 |

| #314 | 2007年12月23日 13:00 |                                             |                                               |                              |                                                                |
| #314 | 2007年12月23日 13:00 | 松下電器パナソニック・パンサーズ （2勝2敗） | 2 - 3 (21-25) (15-25) (25-21) (25-20) (12-15) | サントリーサンバーズ （4勝） | 大阪市中央体育館 観客数: 3,500人 主審: 小野将人 副審: 印藤智一 |
| #314 | 2007年12月23日 13:00 |                                             |                                               |                              | 大阪市中央体育館 観客数: 3,500人 主審: 小野将人 副審: 印藤智一 |

| #315 | 2007年12月23日 11:00 |                                 |                                       |                         |                                                                  |
| #315 | 2007年12月23日 11:00 | 豊田合成トレフェルサ （1勝3敗） | 3 - 1 (25-22) (19-25) (25-19) (26-24) | JTサンダーズ （2勝2敗） | 草薙総合運動場体育館 観客数: 4,000人 主審: 勝又正 副審: 加藤孝仁 |
| #315 | 2007年12月23日 11:00 |                                 |                                       |                         | 草薙総合運動場体育館 観客数: 4,000人 主審: 勝又正 副審: 加藤孝仁 |

| #316 | 2007年12月23日 16:20 |                                  |                               |                           |                                                                              |
| #316 | 2007年12月23日 16:20 | 大分三好ヴァイセアドラー （4敗） | 0 - 3 (18-25) (20-25) (16-25) | 東レ・アローズ （3勝1敗） | 草薙総合運動場体育館 観客数: 3,000人 主審: 山田道人 副審: グレッグ・ルーオー |
| #316 | 2007年12月23日 16:20 |                                  |                               |                           | 草薙総合運動場体育館 観客数: 3,000人 主審: 山田道人 副審: グレッグ・ルーオー |

#### 1月12日
| #317 | 2008年1月12日 14:00 |                              |                               |                           |                                                                                          |
| #317 | 2008年1月12日 14:00 | サントリーサンバーズ （5勝） | 3 - 0 (25-22) (28-26) (25-20) | 堺ブレイザーズ （4勝1敗） | 広島県立総合体育館（広島グリーンアリーナ） 観客数: 2,330人 主審: 石井洋壮 副審: 横山寿一 |
| #317 | 2008年1月12日 14:00 |                              |                               |                           | 広島県立総合体育館（広島グリーンアリーナ） 観客数: 2,330人 主審: 石井洋壮 副審: 横山寿一 |

| #318 | 2008年1月12日 16:00 |                         |                               |                           |                                                                                        |
| #318 | 2008年1月12日 16:00 | JTサンダーズ （3勝2敗） | 3 - 0 (25-22) (25-19) (25-17) | 東レ・アローズ （3勝2敗） | 広島県立総合体育館（広島グリーンアリーナ） 観客数: 3,640人 主審: 勝又正 副審: 大塚達也 |
| #318 | 2008年1月12日 16:00 |                         |                               |                           | 広島県立総合体育館（広島グリーンアリーナ） 観客数: 3,640人 主審: 勝又正 副審: 大塚達也 |

| #319 | 2008年1月12日 14:00 |                                 |                               |                              |                                                                                          |
| #319 | 2008年1月12日 14:00 | 豊田合成トレフェルサ （1勝4敗） | 0 - 3 (20-25) (23-25) (22-25) | NECブルーロケッツ （1勝4敗） | 交野市立総合体育施設（いきいきランド交野） 観客数: 1,200人 主審: 田野昭彦 副審: 西中野健 |
| #319 | 2008年1月12日 14:00 |                                 |                               |                              | 交野市立総合体育施設（いきいきランド交野） 観客数: 1,200人 主審: 田野昭彦 副審: 西中野健 |

| #320 | 2008年1月12日 16:00 |                                  |                                       |                                             |                                                                                        |
| #320 | 2008年1月12日 16:00 | 大分三好ヴァイセアドラー （5敗） | 1 - 3 (23-25) (25-23) (19-25) (16-25) | 松下電器パナソニック・パンサーズ （3勝2敗） | 交野市立総合体育施設（いきいきランド交野） 観客数: 1,800人 主審: 小野将人 副審: 酒出修 |
| #320 | 2008年1月12日 16:00 |                                  |                                       |                                             | 交野市立総合体育施設（いきいきランド交野） 観客数: 1,800人 主審: 小野将人 副審: 酒出修 |

#### 1月13日
| #321 | 2008年1月13日 13:08 |                           |                                               |                           |                                                                                          |
| #321 | 2008年1月13日 13:08 | 堺ブレイザーズ （5勝1敗） | 3 - 2 (19-25) (25-22) (18-25) (25-14) (15-10) | 東レ・アローズ （3勝3敗） | 広島県立総合体育館（広島グリーンアリーナ） 観客数: 4,010人 主審: 冨田博一 副審: 石井洋壮 |
| #321 | 2008年1月13日 13:08 |                           |                                               |                           | 広島県立総合体育館（広島グリーンアリーナ） 観客数: 4,010人 主審: 冨田博一 副審: 石井洋壮 |

| #322 | 2008年1月13日 15:35 |                         |                               |                              |                                                                                        |
| #322 | 2008年1月13日 15:35 | JTサンダーズ （3勝3敗） | 0 - 3 (15-25) (16-25) (17-25) | サントリーサンバーズ （6勝） | 広島県立総合体育館（広島グリーンアリーナ） 観客数: 5,170人 主審: 大塚達也 副審: 勝又正 |
| #322 | 2008年1月13日 15:35 |                         |                               |                              | 広島県立総合体育館（広島グリーンアリーナ） 観客数: 5,170人 主審: 大塚達也 副審: 勝又正 |

| #323 | 2008年1月13日 13:01 |                                  |                               |                              |                                                                                        |
| #323 | 2008年1月13日 13:01 | 大分三好ヴァイセアドラー （6敗） | 0 - 3 (16-25) (17-25) (20-25) | NECブルーロケッツ （2勝4敗） | 交野市立総合体育施設（いきいきランド交野） 観客数: 1,300人 主審: 田野昭彦 副審: 建井敬 |
| #323 | 2008年1月13日 13:01 |                                  |                               |                              | 交野市立総合体育施設（いきいきランド交野） 観客数: 1,300人 主審: 田野昭彦 副審: 建井敬 |

| #324 | 2008年1月13日 15:00 |                                 |                                       |                                             |                                                                                        |
| #324 | 2008年1月13日 15:00 | 豊田合成トレフェルサ （1勝5敗） | 2 - 3 (21-25) (25-20) (25-18) (12-15) | 松下電器パナソニック・パンサーズ （4勝2敗） | 交野市立総合体育施設（いきいきランド交野） 観客数: 1,800人 主審: 酒出修 副審: 小野将人 |
| #324 | 2008年1月13日 15:00 |                                 |                                       |                                             | 交野市立総合体育施設（いきいきランド交野） 観客数: 1,800人 主審: 酒出修 副審: 小野将人 |

#### 1月14日
| #325 | 2008年1月14日 13:05 |                                 |                                       |                           |                                                                                          |
| #325 | 2008年1月14日 13:05 | サントリーサンバーズ （6勝1敗） | 1 - 3 (22-25) (23-25) (25-15) (18-25) | 東レ・アローズ （4勝3敗） | 広島県立総合体育館（広島グリーンアリーナ） 観客数: 3,030人 主審: 石井洋壮 副審: 横山寿一 |
| #325 | 2008年1月14日 13:05 |                                 |                                       |                           | 広島県立総合体育館（広島グリーンアリーナ） 観客数: 3,030人 主審: 石井洋壮 副審: 横山寿一 |

| #326 | 2008年1月14日 15:22 |                         |                                       |                           |                                                                                        |
| #326 | 2008年1月14日 15:22 | JTサンダーズ （4勝3敗） | 3 - 2 (23-25) (19-25) (25-21) (15-11) | 堺ブレイザーズ （5勝2敗） | 広島県立総合体育館（広島グリーンアリーナ） 観客数: 4,370人 主審: 勝又正 副審: 大塚達也 |
| #326 | 2008年1月14日 15:22 |                         |                                       |                           | 広島県立総合体育館（広島グリーンアリーナ） 観客数: 4,370人 主審: 勝又正 副審: 大塚達也 |

| #327 | 2008年1月14日 13:00 |                                  |                               |                                 |                                                                                          |
| #327 | 2008年1月14日 13:00 | 大分三好ヴァイセアドラー （7敗） | 0 - 3 (23-25) (16-25) (29-31) | 豊田合成トレフェルサ （2勝5敗） | 交野市立総合体育施設（いきいきランド交野） 観客数: 1,300人 主審: 田野昭彦 副審: 濱田英典 |
| #327 | 2008年1月14日 13:00 |                                  |                               |                                 | 交野市立総合体育施設（いきいきランド交野） 観客数: 1,300人 主審: 田野昭彦 副審: 濱田英典 |

| #328 | 2008年1月14日 15:00 |                              |                               |                                             |                                                                                        |
| #328 | 2008年1月14日 15:00 | NECブルーロケッツ （2勝5敗） | 0 - 3 (18-25) (29-31) (21-25) | 松下電器パナソニック・パンサーズ （5勝2敗） | 交野市立総合体育施設（いきいきランド交野） 観客数: 2,000人 主審: 酒出修 副審: 小野将人 |
| #328 | 2008年1月14日 15:00 |                              |                               |                                             | 交野市立総合体育施設（いきいきランド交野） 観客数: 2,000人 主審: 酒出修 副審: 小野将人 |

#### 1Legの結果
| 順位 | チーム名                         | 試合数 | 勝数 | 敗数 | 勝率  | 備考           |
| ---- | -------------------------------- | ------ | ---- | ---- | ----- | -------------- |
| 1    | サントリーサンバーズ             | 7      | 6    | 1    | 0.857 |                |
| 2    | 松下電器パナソニック・パンサーズ | 7      | 5    | 2    | 0.714 | セット率 1.800 |
| 3    | 堺ブレイザーズ                   | 7      | 5    | 2    | 0.714 | セット率 1.417 |
| 4    | 東レ・アローズ                   | 7      | 4    | 3    | 0.571 | セット率 1.250 |
| 5    | JTサンダーズ                     | 7      | 4    | 3    | 0.571 | セット率 1.000 |
| 6    | 豊田合成トレフェルサ             | 7      | 2    | 5    | 0.286 | セット率 0.625 |
| 7    | NECブルーロケッツ                | 7      | 2    | 5    | 0.286 | セット率 0.600 |
| 8    | 大分三好ヴァイセアドラー         | 7      | 0    | 7    | 0.000 |                |

### 2Leg

#### 1月19日
| #329 | 2008年1月19日 14:00 |                              |                               |                                 | |
| #329 | 2008年1月19日 14:00 | NECブルーロケッツ （2勝6敗） | 0 - 3 (21-25) (27-29) (19-25) | 豊田合成トレフェルサ （3勝5敗） | 仙台市新田東総合運動場宮城野体育館（元気フィールド仙台） 観客数: 2,150人 主審: 村上成司 副審: 新川剛由 |
| #329 | 2008年1月19日 14:00 |                              |                               |                                 | 仙台市新田東総合運動場宮城野体育館（元気フィールド仙台） 観客数: 2,150人 主審: 村上成司 副審: 新川剛由 |

| #330 | 2008年1月19日 16:03 |                           |                               |                                             | |
| #330 | 2008年1月19日 16:03 | 堺ブレイザーズ （5勝3敗） | 0 - 3 (24-26) (15-25) (23-25) | 松下電器パナソニック・パンサーズ （6勝2敗） | 仙台市新田東総合運動場宮城野体育館（元気フィールド仙台） 観客数: 2,550人 主審: 阿部広太郎 副審: 佐々木功 |
| #330 | 2008年1月19日 16:03 |                           |                               |                                             | 仙台市新田東総合運動場宮城野体育館（元気フィールド仙台） 観客数: 2,550人 主審: 阿部広太郎 副審: 佐々木功 |

| #331 | 2008年1月19日 16:30 |                                  |                               |                                 |                                                                                  |
| #331 | 2008年1月19日 16:30 | 大分三好ヴァイセアドラー （8敗） | 0 - 3 (20-25) (12-25) (19-25) | サントリーサンバーズ （7勝1敗） | 小笠山総合運動場公園エコパアリーナ 観客数: 1,300人 主審: 山田道人 副審: 加藤孝仁 |
| #331 | 2008年1月19日 16:30 |                                  |                               |                                 | 小笠山総合運動場公園エコパアリーナ 観客数: 1,300人 主審: 山田道人 副審: 加藤孝仁 |

| #332 | 2008年1月19日 14:00 |                         |                                       |                           |                                                                                  |
| #332 | 2008年1月19日 14:00 | JTサンダーズ （5勝3敗） | 3 - 1 (29-27) (25-20) (16-25) (25-22) | 東レ・アローズ （4勝4敗） | 小笠山総合運動場公園エコパアリーナ 観客数: 1,350人 主審: 印藤智一 副審: 山本和良 |
| #332 | 2008年1月19日 14:00 |                         |                                       |                           | 小笠山総合運動場公園エコパアリーナ 観客数: 1,350人 主審: 印藤智一 副審: 山本和良 |

#### 1月20日
| #333 | 2008年1月20日 13:08 |                           |                                               |                              | |
| #333 | 2008年1月20日 13:08 | 堺ブレイザーズ （6勝3敗） | 3 - 2 (25-19) (22-25) (25-17) (18-25) (16-14) | NECブルーロケッツ （2勝7敗） | 仙台市新田東総合運動場宮城野体育館（元気フィールド仙台） 観客数: 2,200人 主審: 村上成司 副審: 新川剛由 |
| #333 | 2008年1月20日 13:08 |                           |                                               |                              | 仙台市新田東総合運動場宮城野体育館（元気フィールド仙台） 観客数: 2,200人 主審: 村上成司 副審: 新川剛由 |

| #334 | 2008年1月20日 15:47 |                                             |                               |                                 | |
| #334 | 2008年1月20日 15:47 | 松下電器パナソニック・パンサーズ （7勝2敗） | 3 - 0 (25-21) (25-18) (25-23) | 豊田合成トレフェルサ （3勝6敗） | 仙台市新田東総合運動場宮城野体育館（元気フィールド仙台） 観客数: 2,560人 主審: 阿部広太郎 副審: 佐々木功 |
| #334 | 2008年1月20日 15:47 |                                             |                               |                                 | 仙台市新田東総合運動場宮城野体育館（元気フィールド仙台） 観客数: 2,560人 主審: 阿部広太郎 副審: 佐々木功 |

| #335 | 2008年1月20日 15:40 |                         |                               |                                 |                                                                                  |
| #335 | 2008年1月20日 15:40 | JTサンダーズ （5勝4敗） | 0 - 3 (18-25) (22-25) (19-25) | サントリーサンバーズ （8勝1敗） | 小笠山総合運動場公園エコパアリーナ 観客数: 1,920人 主審: 印藤智一 副審: 加藤孝仁 |
| #335 | 2008年1月20日 15:40 |                         |                               |                                 | 小笠山総合運動場公園エコパアリーナ 観客数: 1,920人 主審: 印藤智一 副審: 加藤孝仁 |

| #336 | 2008年1月20日 13:00 |                                     |                                              |                           |                                                                                  |
| #336 | 2008年1月20日 13:00 | 大分三好ヴァイセアドラー （1勝8敗） | 3 - 2 (19-25) (18-25) (25-21) (25-23) (15-9) | 東レ・アローズ （4勝5敗） | 小笠山総合運動場公園エコパアリーナ 観客数: 1,670人 主審: 山本和良 副審: 山田道人 |
| #336 | 2008年1月20日 13:00 |                                     |                                              |                           | 小笠山総合運動場公園エコパアリーナ 観客数: 1,670人 主審: 山本和良 副審: 山田道人 |

#### 1月26日
| #337 | 2008年1月26日 14:02 |                         |                               |                           |                                                                            |
| #337 | 2008年1月26日 14:02 | JTサンダーズ （5勝5敗） | 0 - 3 (22-25) (13-25) (16-25) | 堺ブレイザーズ （7勝3敗） | 氷見市ふれあいスポーツセンター 観客数: 2,300人 主審: 山本和良 副審: 勝又正 |
| #337 | 2008年1月26日 14:02 |                         |                               |                           | 氷見市ふれあいスポーツセンター 観客数: 2,300人 主審: 山本和良 副審: 勝又正 |

| #338 | 2008年1月26日 16:04 |                                     |                                               |                                 |                                                                            |
| #338 | 2008年1月26日 16:04 | 大分三好ヴァイセアドラー （2勝8敗） | 3 - 2 (19-25) (26-24) (22-25) (25-22) (15-13) | 豊田合成トレフェルサ （3勝7敗） | 氷見市ふれあいスポーツセンター 観客数: 2,300人 主審: 冨田満 副審: 三見洋子 |
| #338 | 2008年1月26日 16:04 |                                     |                                               |                                 | 氷見市ふれあいスポーツセンター 観客数: 2,300人 主審: 冨田満 副審: 三見洋子 |

| #339 | 2008年1月26日 13:05 |                                 |                               |                              |                                                              |
| #339 | 2008年1月26日 13:05 | サントリーサンバーズ （9勝1敗） | 3 - 0 (25-22) (25-20) (26-24) | NECブルーロケッツ （2勝8敗） | 京都府立体育館 観客数: 2,300人 主審: 村上成司 副審: 冨田博一 |
| #339 | 2008年1月26日 13:05 |                                 |                               |                              | 京都府立体育館 観客数: 2,300人 主審: 村上成司 副審: 冨田博一 |

| #340 | 2008年1月26日 15:05 |                                             |                                       |                           |                                                            |
| #340 | 2008年1月26日 15:05 | 松下電器パナソニック・パンサーズ （7勝3敗） | 1 - 3 (23-25) (18-25) (33-31) (24-26) | 東レ・アローズ （5勝5敗） | 京都府立体育館 観客数: 2,800人 主審: 酒出修 副審: 小野将人 |
| #340 | 2008年1月26日 15:05 |                                             |                                       |                           | 京都府立体育館 観客数: 2,800人 主審: 酒出修 副審: 小野将人 |

#### 1月27日
| #341 | 2008年1月27日 13:00 |                                     |                               |                           |                                                                            |
| #341 | 2008年1月27日 13:00 | 大分三好ヴァイセアドラー （2勝9敗） | 1 - 3 (25-20) (18-25) (22-25) | 堺ブレイザーズ （8勝3敗） | 氷見市ふれあいスポーツセンター 観客数: 2,100人 主審: 勝又正 副審: 三見洋子 |
| #341 | 2008年1月27日 13:00 |                                     |                               |                           | 氷見市ふれあいスポーツセンター 観客数: 2,100人 主審: 勝又正 副審: 三見洋子 |

| #342 | 2008年1月27日 15:20 |                         |                                               |                                 |                                                                            |
| #342 | 2008年1月27日 15:20 | JTサンダーズ （6勝5敗） | 3 - 2 (27-25) (22-25) (19-25) (25-21) (15-13) | 豊田合成トレフェルサ （3勝8敗） | 氷見市ふれあいスポーツセンター 観客数: 2,100人 主審: 冨田満 副審: 山本和良 |
| #342 | 2008年1月27日 15:20 |                         |                                               |                                 | 氷見市ふれあいスポーツセンター 観客数: 2,100人 主審: 冨田満 副審: 山本和良 |

| #343 | 2008年1月27日 13:00 |                           |                                       |                              |                                                            |
| #343 | 2008年1月27日 13:00 | 東レ・アローズ （5勝6敗） | 1 - 3 (25-17) (23-25) (25-27) (23-25) | NECブルーロケッツ （3勝8敗） | 京都府立体育館 観客数: 2,600人 主審: 小野将人 副審: 酒出修 |
| #343 | 2008年1月27日 13:00 |                           |                                       |                              | 京都府立体育館 観客数: 2,600人 主審: 小野将人 副審: 酒出修 |

| #344 | 2008年1月27日 15:15 |                                             |                                       |                                  |                                                              |
| #344 | 2008年1月27日 15:15 | 松下電器パナソニック・パンサーズ （7勝4敗） | 1 - 3 (28-26) (23-25) (17-25) (27-29) | サントリーサンバーズ （10勝1敗） | 京都府立体育館 観客数: 3,300人 主審: 冨田博一 副審: 村上成司 |
| #344 | 2008年1月27日 15:15 |                                             |                                       |                                  | 京都府立体育館 観客数: 3,300人 主審: 冨田博一 副審: 村上成司 |

#### 2月2日
| #345 | 2008年2月2日 13:05 |                           |                               |                                 |                                                                  |
| #345 | 2008年2月2日 13:05 | 堺ブレイザーズ （8勝4敗） | 0 - 3 (16-25) (23-25) (24-26) | 豊田合成トレフェルサ （4勝8敗） | 北九州市立総合体育館 観客数: 5,170人 主審: 塚本健 副審: 須藤義宏 |
| #345 | 2008年2月2日 13:05 |                           |                               |                                 | 北九州市立総合体育館 観客数: 5,170人 主審: 塚本健 副審: 須藤義宏 |

| #346 | 2008年2月2日 15:00 |                           |                               |                                  |                                                                    |
| #346 | 2008年2月2日 15:00 | 東レ・アローズ （5勝7敗） | 0 - 3 (23-25) (21-25) (20-25) | サントリーサンバーズ （11勝1敗） | 北九州市立総合体育館 観客数: 4,370人 主審: 山田道人 副審: 高橋弘二 |
| #346 | 2008年2月2日 15:00 |                           |                               |                                  | 北九州市立総合体育館 観客数: 4,370人 主審: 山田道人 副審: 高橋弘二 |

| #347 | 2008年2月2日 14:00 |                              |                                               |                         |                                                                            |
| #347 | 2008年2月2日 14:00 | NECブルーロケッツ （4勝8敗） | 3 - 2 (20-25) (25-17) (26-28) (25-18) (23-21) | JTサンダーズ （6勝6敗） | 町田市立総合体育館 観客数: 1,500人 主審: 印藤智一 副審: グレッグ・ルーオー |
| #347 | 2008年2月2日 14:00 |                              |                                               |                         | 町田市立総合体育館 観客数: 1,500人 主審: 印藤智一 副審: グレッグ・ルーオー |

| #348 | 2008年2月2日 17:00 |                                      |                               |                                             |                                                                |
| #348 | 2008年2月2日 17:00 | 大分三好ヴァイセアドラー （2勝10敗） | 0 - 3 (28-30) (22-25) (15-25) | 松下電器パナソニック・パンサーズ （8勝4敗） | 町田市立総合体育館 観客数: 1,500人 主審: 酒出修 副審: 野村考一 |
| #348 | 2008年2月2日 17:00 |                                      |                               |                                             | 町田市立総合体育館 観客数: 1,500人 主審: 酒出修 副審: 野村考一 |

#### 2月3日
| #349 | 2008年2月3日 13:08 |                           |                                       |                           |                                                                    |
| #349 | 2008年2月3日 13:08 | 堺ブレイザーズ （8勝5敗） | 1 - 3 (29-27) (28-30) (22-25) (16-25) | 東レ・アローズ （6勝7敗） | 北九州市立総合体育館 観客数: 5,970人 主審: 高橋弘二 副審: 山田道人 |
| #349 | 2008年2月3日 13:08 |                           |                                       |                           | 北九州市立総合体育館 観客数: 5,970人 主審: 高橋弘二 副審: 山田道人 |

| #350 | 2008年2月3日 15:45 |                                  |                                               |                                 |                                                                  |
| #350 | 2008年2月3日 15:45 | サントリーサンバーズ （11勝2敗） | 2 - 3 (25-21) (23-25) (26-24) (27-29) (13-15) | 豊田合成トレフェルサ （5勝8敗） | 北九州市立総合体育館 観客数: 4,750人 主審: 塚本健 副審: 須藤義宏 |
| #350 | 2008年2月3日 15:45 |                                  |                                               |                                 | 北九州市立総合体育館 観客数: 4,750人 主審: 塚本健 副審: 須藤義宏 |

| #351 | 2008年2月3日 13:00 |                              |                                       |                                      |                                                                            |
| #351 | 2008年2月3日 13:00 | NECブルーロケッツ （5勝8敗） | 3 - 1 (25-19) (24-26) (25-22) (25-18) | 大分三好ヴァイセアドラー （2勝11敗） | 町田市立総合体育館 観客数: 1,300人 主審: グレッグ・ルーオー 副審: 印藤智一 |
| #351 | 2008年2月3日 13:00 |                              |                                       |                                      | 町田市立総合体育館 観客数: 1,300人 主審: グレッグ・ルーオー 副審: 印藤智一 |

| #352 | 2008年2月3日 15:24 |                                             |                               |                         |                                                                |
| #352 | 2008年2月3日 15:24 | 松下電器パナソニック・パンサーズ （9勝4敗） | 3 - 0 (25-18) (25-23) (25-21) | JTサンダーズ （6勝7敗） | 町田市立総合体育館 観客数: 1,300人 主審: 酒出修 副審: 野村考一 |
| #352 | 2008年2月3日 15:24 |                                             |                               |                         | 町田市立総合体育館 観客数: 1,300人 主審: 酒出修 副審: 野村考一 |

#### 2月9日
| #353 | 2008年2月9日 13:05 |                                  |                                              |                           |                                                          |
| #353 | 2008年2月9日 13:05 | サントリーサンバーズ （12勝2敗） | 3 - 2 (25-20) (33-35) (27-25) (22-25) (15-9) | 堺ブレイザーズ （8勝6敗） | 東京体育館 観客数: 2,500人 主審: 大塚達也 副審: 高橋弘二 |
| #353 | 2008年2月9日 13:05 |                                  |                                              |                           | 東京体育館 観客数: 2,500人 主審: 大塚達也 副審: 高橋弘二 |

| #354 | 2008年2月9日 15:45 |                                 |                               |                           |                                                      |
| #354 | 2008年2月9日 15:45 | 豊田合成トレフェルサ （6勝8敗） | 3 - 0 (25-20) (25-23) (25-22) | 東レ・アローズ （6勝8敗） | 東京体育館 観客数: 2,800人 主審: 小柴滋 副審: 村中伸 |
| #354 | 2008年2月9日 15:45 |                                 |                               |                           | 東京体育館 観客数: 2,800人 主審: 小柴滋 副審: 村中伸 |

| #355 | 2008年2月9日 14:00 |                         |                                       |                                      |                                                                  |
| #355 | 2008年2月9日 14:00 | JTサンダーズ （7勝7敗） | 3 - 1 (25-18) (25-21) (23-25) (25-19) | 大分三好ヴァイセアドラー （2勝12敗） | 越谷市立総合体育館 観客数: 1,100人 主審: 阿部広太郎 副審: 酒出修 |
| #355 | 2008年2月9日 14:00 |                         |                                       |                                      | 越谷市立総合体育館 観客数: 1,100人 主審: 阿部広太郎 副審: 酒出修 |

| #356 | 2008年2月9日 16:15 |                              |                                               |                                              |                                                                |
| #356 | 2008年2月9日 16:15 | NECブルーロケッツ （5勝9敗） | 2 - 3 (25-22) (21-25) (25-21) (18-25) (12-15) | 松下電器パナソニック・パンサーズ （10勝4敗） | 越谷市立総合体育館 観客数: 1,226人 主審: 勝又正 副審: 浅井唯由 |
| #356 | 2008年2月9日 16:15 |                              |                                               |                                              | 越谷市立総合体育館 観客数: 1,226人 主審: 勝又正 副審: 浅井唯由 |

#### 2Legの結果
| 順位 | チーム名                         | 試合数 | 勝数 | 敗数 | 勝率  | 備考           |
| ---- | -------------------------------- | ------ | ---- | ---- | ----- | -------------- |
| 1    | サントリーサンバーズ             | 7      | 6    | 1    | 0.857 |                |
| 2    | 松下電器パナソニック・パンサーズ | 7      | 5    | 2    | 0.714 |                |
| 3    | 豊田合成トレフェルサ             | 7      | 4    | 3    | 0.571 |                |
| 4    | NECブルーロケッツ                | 7      | 3    | 4    | 0.429 | セット率 0.812 |
| 5    | 堺ブレイザーズ                   | 7      | 3    | 4    | 0.429 | セット率 0.800 |
| 6    | JTサンダーズ                     | 7      | 3    | 4    | 0.429 | セット率 0.688 |
| 7    | 東レ・アローズ                   | 7      | 2    | 5    | 0.286 | セット率 0.588 |
| 8    | 大分三好ヴァイセアドラー         | 7      | 2    | 5    | 0.286 | セット率 0.474 |

### 3Leg

#### 2月10日
| #357 | 2008年2月10日 13:05 |                                  |                                       |                           |                                                        |
| #357 | 2008年2月10日 13:05 | サントリーサンバーズ （13勝2敗） | 3 - 1 (16-25) (25-22) (25-18) (25-21) | 東レ・アローズ （6勝9敗） | 東京体育館 観客数: 4,050人 主審: 高橋弘二 副審: 小柴滋 |
| #357 | 2008年2月10日 13:05 |                                  |                                       |                           | 東京体育館 観客数: 4,050人 主審: 高橋弘二 副審: 小柴滋 |

| #358 | 2008年2月10日 15:15 |                         |                               |                           |                                                        |
| #358 | 2008年2月10日 15:15 | JTサンダーズ （7勝8敗） | 0 - 3 (23-25) (19-25) (24-26) | 堺ブレイザーズ （9勝6敗） | 東京体育館 観客数: 4,700人 主審: 大塚達也 副審: 村中伸 |
| #358 | 2008年2月10日 15:15 |                         |                               |                           | 東京体育館 観客数: 4,700人 主審: 大塚達也 副審: 村中伸 |

| #359 | 2008年2月10日 13:00 |                                 |                                              |                              |                                                            |
| #359 | 2008年2月10日 13:00 | 豊田合成トレフェルサ （6勝9敗） | 2 - 3 (31-29) (18-25) (20-25) (26-24) (8-15) | NECブルーロケッツ （6勝9敗） | 東金アリーナ 観客数: 1,000人 主審: 酒出修 副審: 阿部広太郎 |
| #359 | 2008年2月10日 13:00 |                                 |                                              |                              | 東金アリーナ 観客数: 1,000人 主審: 酒出修 副審: 阿部広太郎 |

| #360 | 2008年2月10日 15:40 |                                      |                       |                                              |                                                        |
| #360 | 2008年2月10日 15:40 | 大分三好ヴァイセアドラー （2勝13敗） | 0 - 3 (20-25) (13-25) | 松下電器パナソニック・パンサーズ （11勝4敗） | 東金アリーナ 観客数: 900人 主審: 勝又正 副審: 君塚優子 |
| #360 | 2008年2月10日 15:40 |                                      |                       |                                              | 東金アリーナ 観客数: 900人 主審: 勝又正 副審: 君塚優子 |

#### 2月11日
| #361 | 2008年2月11日 13:00 |                                  |                               |                           |                                                      |
| #361 | 2008年2月11日 13:00 | サントリーサンバーズ （14勝2敗） | 3 - 0 (25-17) (26-24) (25-16) | 堺ブレイザーズ （9勝7敗） | 東京体育館 観客数: 3,700人 主審: 小柴滋 副審: 村中伸 |
| #361 | 2008年2月11日 13:00 |                                  |                               |                           | 東京体育館 観客数: 3,700人 主審: 小柴滋 副審: 村中伸 |

| #362 | 2008年2月11日 14:55 |                         |                                       |                           |                                                          |
| #362 | 2008年2月11日 14:55 | JTサンダーズ （7勝9敗） | 1 - 3 (17-25) (25-23) (18-25) (19-25) | 東レ・アローズ （7勝9敗） | 東京体育館 観客数: 3,850人 主審: 高橋弘二 副審: 大塚達也 |
| #362 | 2008年2月11日 14:55 |                         |                                       |                           | 東京体育館 観客数: 3,850人 主審: 高橋弘二 副審: 大塚達也 |

| #363 | 2008年2月11日 13:00 |                              |                                       |                                      |                                                                    |
| #363 | 2008年2月11日 13:00 | NECブルーロケッツ （7勝9敗） | 3 - 1 (25-23) (25-14) (18-25) (25-14) | 大分三好ヴァイセアドラー （2勝14敗） | 浦安市運動公園総合体育館 観客数: 1,200人 主審: 酒出修 副審: 杉山哲 |
| #363 | 2008年2月11日 13:00 |                              |                                       |                                      | 浦安市運動公園総合体育館 観客数: 1,200人 主審: 酒出修 副審: 杉山哲 |

| #364 | 2008年2月11日 15:15 |                                 |                                       |                                              |                                                                        |
| #364 | 2008年2月11日 15:15 | 豊田合成トレフェルサ （7勝9敗） | 3 - 1 (25-19) (16-25) (25-15) (36-34) | 松下電器パナソニック・パンサーズ （11勝5敗） | 浦安市運動公園総合体育館 観客数: 1,300人 主審: 勝又正 副審: 阿部広太郎 |
| #364 | 2008年2月11日 15:15 |                                 |                                       |                                              | 浦安市運動公園総合体育館 観客数: 1,300人 主審: 勝又正 副審: 阿部広太郎 |

#### 2月16日
| #365 | 2008年2月16日 14:00 |                               |                                       |                            |                                                                  |
| #365 | 2008年2月16日 14:00 | NECブルーロケッツ （7勝10敗） | 1 - 3 (25-18) (15-25) (18-25) (21-25) | 堺ブレイザーズ （10勝7敗） | 堺市金岡公園体育館 観客数: 2,300人 主審: 代居正巳 副審: 印藤智一 |
| #365 | 2008年2月16日 14:00 |                               |                                       |                            | 堺市金岡公園体育館 観客数: 2,300人 主審: 代居正巳 副審: 印藤智一 |

| #366 | 2008年2月16日 14:00 |                            |                               |                                              |                                                              |
| #366 | 2008年2月16日 14:00 | 東レ・アローズ （7勝10敗） | 0 - 3 (22-25) (23-25) (17-25) | 松下電器パナソニック・パンサーズ （12勝5敗） | 松下電器体育館 観客数: 1,400人 主審: 山本和良 副審: 石井洋壮 |
| #366 | 2008年2月16日 14:00 |                            |                               |                                              | 松下電器体育館 観客数: 1,400人 主審: 山本和良 副審: 石井洋壮 |

| #367 | 2008年2月16日 14:00 |                                  |                                       |                                  |                                                                                |
| #367 | 2008年2月16日 14:00 | 豊田合成トレフェルサ （7勝10敗） | 1 - 3 (25-17) (17-25) (22-25) (18-25) | サントリーサンバーズ （15勝2敗） | 呉市総合体育館（オークアリーナ） 観客数: 1,460人 主審: 冨田博一 副審: 横山寿一 |
| #367 | 2008年2月16日 14:00 |                                  |                                       |                                  | 呉市総合体育館（オークアリーナ） 観客数: 1,460人 主審: 冨田博一 副審: 横山寿一 |

| #368 | 2008年2月16日 16:15 |                         |                               |                                      |                                                                              |
| #368 | 2008年2月16日 16:15 | JTサンダーズ （8勝9敗） | 3 - 0 (25-17) (25-22) (25-19) | 大分三好ヴァイセアドラー （2勝15敗） | 呉市総合体育館（オークアリーナ） 観客数: 1,555人 主審: 塚本健 副審: 田野昭彦 |
| #368 | 2008年2月16日 16:15 |                         |                               |                                      | 呉市総合体育館（オークアリーナ） 観客数: 1,555人 主審: 塚本健 副審: 田野昭彦 |

#### 2月17日
| #369 | 2008年2月17日 13:00 |                                              |                                       |                            |                                                                  |
| #369 | 2008年2月17日 13:00 | 松下電器パナソニック・パンサーズ （13勝5敗） | 3 - 2 (17-25) (24-26) (25-19) (15-11) | 堺ブレイザーズ （10勝8敗） | 堺市金岡公園体育館 観客数: 2,800人 主審: 石井洋壮 副審: 代居正巳 |
| #369 | 2008年2月17日 13:00 |                                              |                                       |                            | 堺市金岡公園体育館 観客数: 2,800人 主審: 石井洋壮 副審: 代居正巳 |

| #370 | 2008年2月17日 15:40 |                               |                                       |                            |                                                                  |
| #370 | 2008年2月17日 15:40 | NECブルーロケッツ （7勝11敗） | 1 - 3 (34-32) (14-25) (21-25) (24-26) | 東レ・アローズ （8勝10敗） | 堺市金岡公園体育館 観客数: 2,200人 主審: 印藤智一 副審: 西中野健 |
| #370 | 2008年2月17日 15:40 |                               |                                       |                            | 堺市金岡公園体育館 観客数: 2,200人 主審: 印藤智一 副審: 西中野健 |

| #371 | 2008年2月17日 13:00 |                                  |                               |                                      |                                                                                |
| #371 | 2008年2月17日 13:00 | サントリーサンバーズ （16勝2敗） | 3 - 1 (23-25) (25-23) (25-17) | 大分三好ヴァイセアドラー （2勝16敗） | 呉市総合体育館（オークアリーナ） 観客数: 1,580人 主審: 冨田博一 副審: 横山寿一 |
| #371 | 2008年2月17日 13:00 |                                  |                               |                                      | 呉市総合体育館（オークアリーナ） 観客数: 1,580人 主審: 冨田博一 副審: 横山寿一 |

| #372 | 2008年2月17日 15:15 |                                  |                       |                         |                                                                              |
| #372 | 2008年2月17日 15:15 | 豊田合成トレフェルサ （7勝11敗） | 0 - 3 (23-25) (22-25) | JTサンダーズ （9勝9敗） | 呉市総合体育館（オークアリーナ） 観客数: 1,887人 主審: 田野昭彦 副審: 塚本健 |
| #372 | 2008年2月17日 15:15 |                                  |                       |                         | 呉市総合体育館（オークアリーナ） 観客数: 1,887人 主審: 田野昭彦 副審: 塚本健 |

#### 2月23日
| #373 | 2008年2月23日 13:00 |                                      |                               |                            |                                                                                                  |
| #373 | 2008年2月23日 13:00 | 大分三好ヴァイセアドラー （2勝17敗） | 0 - 3 (20-25) (22-25) (15-25) | 東レ・アローズ （9勝10敗） | 小牧市スポーツ公園総合体育館（パークアリーナ小牧） 観客数: 1,780人 主審: 村上成司 副審: 柘植知則 |
| #373 | 2008年2月23日 13:00 |                                      |                               |                            | 小牧市スポーツ公園総合体育館（パークアリーナ小牧） 観客数: 1,780人 主審: 村上成司 副審: 柘植知則 |

| #374 | 2008年2月23日 15:00 |                            |                                       |                                  |                                                                                                  |
| #374 | 2008年2月23日 15:00 | 堺ブレイザーズ （11勝8敗） | 3 - 1 (26-28) (25-23) (25-19) (25-20) | 豊田合成トレフェルサ （7勝12敗） | 小牧市スポーツ公園総合体育館（パークアリーナ小牧） 観客数: 2,060人 主審: 大塚達也 副審: 高橋弘二 |
| #374 | 2008年2月23日 15:00 |                            |                                       |                                  | 小牧市スポーツ公園総合体育館（パークアリーナ小牧） 観客数: 2,060人 主審: 大塚達也 副審: 高橋弘二 |

| #375 | 2008年2月23日 13:07 |                                  |                                       |                                              |                                                              |
| #375 | 2008年2月23日 13:07 | サントリーサンバーズ （16勝3敗） | 1 - 3 (20-25) (25-19) (20-25) (25-27) | 松下電器パナソニック・パンサーズ （14勝5敗） | 八代市総合体育館 観客数: 3,000人 主審: 山本和良 副審: 原雄一 |
| #375 | 2008年2月23日 13:07 |                                  |                                       |                                              | 八代市総合体育館 観客数: 3,000人 主審: 山本和良 副審: 原雄一 |

| #376 | 2008年2月23日 15:15 |                          |                               |                               |                                                                |
| #376 | 2008年2月23日 15:15 | JTサンダーズ （9勝10敗） | 0 - 3 (25-27) (24-26) (20-25) | NECブルーロケッツ （8勝11敗） | 八代市総合体育館 観客数: 2,500人 主審: 代居正巳 副審: 山本晋五 |
| #376 | 2008年2月23日 15:15 |                          |                               |                               | 八代市総合体育館 観客数: 2,500人 主審: 代居正巳 副審: 山本晋五 |

#### 2月24日
| #377 | 2008年2月24日 13:00 |                            |                               |                                      |                                                                                             |
| #377 | 2008年2月24日 13:00 | 堺ブレイザーズ （12勝8敗） | 3 - 0 (25-15) (25-21) (25-16) | 大分三好ヴァイセアドラー （2勝18敗） | 岐阜メモリアルセンター第1体育館（で愛ドーム） 観客数: 1,728人 主審: 大塚達也 副審: 新海正和 |
| #377 | 2008年2月24日 13:00 |                            |                               |                                      | 岐阜メモリアルセンター第1体育館（で愛ドーム） 観客数: 1,728人 主審: 大塚達也 副審: 新海正和 |

| #378 | 2008年2月24日 15:00 |                                  |                               |                             |                                                                                             |
| #378 | 2008年2月24日 15:00 | 豊田合成トレフェルサ （7勝13敗） | 1 - 3 (16-25) (25-22) (16-25) | 東レ・アローズ （10勝10敗） | 岐阜メモリアルセンター第1体育館（で愛ドーム） 観客数: 2,429人 主審: 村上成司 副審: 高橋弘二 |
| #378 | 2008年2月24日 15:00 |                                  |                               |                             | 岐阜メモリアルセンター第1体育館（で愛ドーム） 観客数: 2,429人 主審: 村上成司 副審: 高橋弘二 |

| #379 | 2008年2月24日 12:00 |                               |                               |                                  |                                                                |
| #379 | 2008年2月24日 12:00 | NECブルーロケッツ （8勝12敗） | 0 - 3 (23-25) (32-34) (22-25) | サントリーサンバーズ （17勝3敗） | 熊本県立総合体育館 観客数: 3,900人 主審: 代居正巳 副審: 原雄一 |
| #379 | 2008年2月24日 12:00 |                               |                               |                                  | 熊本県立総合体育館 観客数: 3,900人 主審: 代居正巳 副審: 原雄一 |

| #380 | 2008年2月24日 14:05 |                                              |                                               |                           |                                                                  |
| #380 | 2008年2月24日 14:05 | 松下電器パナソニック・パンサーズ （14勝6敗） | 2 - 3 (22-25) (24-26) (25-14) (25-19) (12-15) | JTサンダーズ （10勝10敗） | 熊本県立総合体育館 観客数: 3,920人 主審: 山本和良 副審: 山本晋五 |
| #380 | 2008年2月24日 14:05 |                                              |                                               |                           | 熊本県立総合体育館 観客数: 3,920人 主審: 山本和良 副審: 山本晋五 |

#### 3月1日
| #381 | 2008年3月1日 13:00 |                                  |                                       |                           |                                                                            |
| #381 | 2008年3月1日 13:00 | サントリーサンバーズ （18勝3敗） | 3 - 1 (18-25) (25-16) (25-18) (25-23) | JTサンダーズ （10勝11敗） | 山梨県小瀬スポーツ公園体育館 観客数: 2,153人 主審: 田中昭彦 副審: 大澤正弘 |
| #381 | 2008年3月1日 13:00 |                                  |                                       |                           | 山梨県小瀬スポーツ公園体育館 観客数: 2,153人 主審: 田中昭彦 副審: 大澤正弘 |

| #382 | 2008年3月1日 15:15 |                             |                                       |                            |                                                                              |
| #382 | 2008年3月1日 15:15 | 東レ・アローズ （11勝10敗） | 3 - 1 (25-22) (23-25) (25-21) (25-23) | 堺ブレイザーズ （12勝9敗） | 山梨県小瀬スポーツ公園体育館 観客数: 2,153人 主審: 山本和良 副審: 阿部広太郎 |
| #382 | 2008年3月1日 15:15 |                             |                                       |                            | 山梨県小瀬スポーツ公園体育館 観客数: 2,153人 主審: 山本和良 副審: 阿部広太郎 |

| #383 | 2008年3月1日 16:45 |                               |                                       |                                              |                                                        |
| #383 | 2008年3月1日 16:45 | NECブルーロケッツ （8勝13敗） | 1 - 3 (16-25) (20-25) (25-20) (17-25) | 松下電器パナソニック・パンサーズ （15勝6敗） | 東京体育館 観客数: 3,900人 主審: 酒出修 副審: 小野将人 |
| #383 | 2008年3月1日 16:45 |                               |                                       |                                              | 東京体育館 観客数: 3,900人 主審: 酒出修 副審: 小野将人 |

| #384 | 2008年3月1日 11:00 |                                      |                                       |                                  |                                                      |
| #384 | 2008年3月1日 11:00 | 大分三好ヴァイセアドラー （2勝19敗） | 1 - 3 (24-26) (25-22) (26-28) (24-26) | 豊田合成トレフェルサ （8勝13敗） | 東京体育館 観客数: 2,200人 主審: 小柴滋 副審: 石岡仁 |
| #384 | 2008年3月1日 11:00 |                                      |                                       |                                  | 東京体育館 観客数: 2,200人 主審: 小柴滋 副審: 石岡仁 |

#### 3Legの結果
| 順位 | チーム名                         | 試合数 | 勝数 | 敗数 | 勝率  | 備考           |
| ---- | -------------------------------- | ------ | ---- | ---- | ----- | -------------- |
| 1    | サントリーサンバーズ             | 7      | 6    | 1    | 0.857 |                |
| 2    | 松下電器パナソニック・パンサーズ | 7      | 5    | 2    | 0.714 | セット率 1.800 |
| 3    | 東レ・アローズ                   | 7      | 5    | 2    | 0.714 | セット率 1.600 |
| 4    | 堺ブレイザーズ                   | 7      | 4    | 3    | 0.571 |                |
| 5    | NECブルーロケッツ                | 7      | 3    | 4    | 0.429 | セット率 0.800 |
| 6    | JTサンダーズ                     | 7      | 3    | 4    | 0.429 | セット率 0.786 |
| 7    | 豊田合成トレフェルサ             | 7      | 2    | 5    | 0.286 |                |
| 8    | 大分三好ヴァイセアドラー         | 7      | 0    | 7    | 0.000 |                |

### 4Leg

#### 3月2日
| #385 | 2008年3月2日 12:00 |                                  |                               |                             |                                                                              |
| #385 | 2008年3月2日 12:00 | サントリーサンバーズ （19勝3敗） | 3 - 0 (25-16) (25-23) (28-26) | 堺ブレイザーズ （12勝10敗） | 山梨県小瀬スポーツ公園体育館 観客数: 2,542人 主審: 阿部広太郎 副審: 田中昭彦 |
| #385 | 2008年3月2日 12:00 |                                  |                               |                             | 山梨県小瀬スポーツ公園体育館 観客数: 2,542人 主審: 阿部広太郎 副審: 田中昭彦 |

| #386 | 2008年3月2日 14:00 |                           |                               |                             |                                                                            |
| #386 | 2008年3月2日 14:00 | JTサンダーズ （10勝12敗） | 0 - 3 (19-25) (23-25) (20-25) | 東レ・アローズ （12勝10敗） | 山梨県小瀬スポーツ公園体育館 観客数: 2,542人 主審: 山本和良 副審: 大澤正弘 |
| #386 | 2008年3月2日 14:00 |                           |                               |                             | 山梨県小瀬スポーツ公園体育館 観客数: 2,542人 主審: 山本和良 副審: 大澤正弘 |

| #387 | 2008年3月2日 15:30 |                               |                                               |                                      |                                                          |
| #387 | 2008年3月2日 15:30 | NECブルーロケッツ （9勝13敗） | 3 - 2 (22-25) (23-25) (25-21) (25-22) (15-10) | 大分三好ヴァイセアドラー （2勝20敗） | 東京体育館 観客数: 3,000人 主審: 小野将人 副審: 村上成司 |
| #387 | 2008年3月2日 15:30 |                               |                                               |                                      | 東京体育館 観客数: 3,000人 主審: 小野将人 副審: 村上成司 |

| #388 | 2008年3月2日 10:30 |                                              |                                       |                                  |                                                        |
| #388 | 2008年3月2日 10:30 | 松下電器パナソニック・パンサーズ （15勝7敗） | 1 - 3 (15-25) (27-25) (24-26) (23-25) | 豊田合成トレフェルサ （9勝13敗） | 東京体育館 観客数: 2,100人 主審: 酒出修 副審: 野村考一 |
| #388 | 2008年3月2日 10:30 |                                              |                                       |                                  | 東京体育館 観客数: 2,100人 主審: 酒出修 副審: 野村考一 |

#### 3月8日
| #389 | 2008年3月8日 16:10 |                             |                                       |                             |                                                                                          |
| #389 | 2008年3月8日 16:10 | 東レ・アローズ （13勝10敗） | 3 - 1 (25-17) (23-25) (25-21) (25-19) | 堺ブレイザーズ （12勝11敗） | 広島県立総合体育館（広島グリーンアリーナ） 観客数: 2,990人 主審: 石井洋壮 副審: 横山寿一 |
| #389 | 2008年3月8日 16:10 |                             |                                       |                             | 広島県立総合体育館（広島グリーンアリーナ） 観客数: 2,990人 主審: 石井洋壮 副審: 横山寿一 |

| #390 | 2008年3月8日 13:50 |                           |                                       |                                  |                                                                                        |
| #390 | 2008年3月8日 13:50 | JTサンダーズ （10勝13敗） | 1 - 3 (17-25) (23-25) (27-25) (21-25) | サントリーサンバーズ （20勝3敗） | 広島県立総合体育館（広島グリーンアリーナ） 観客数: 4,240人 主審: 酒出修 副審: 田中昭彦 |
| #390 | 2008年3月8日 13:50 |                           |                                       |                                  | 広島県立総合体育館（広島グリーンアリーナ） 観客数: 4,240人 主審: 酒出修 副審: 田中昭彦 |

| #391 | 2008年3月8日 14:00 |                                      |                               |                                              |                                                          |
| #391 | 2008年3月8日 14:00 | 大分三好ヴァイセアドラー （2勝21敗） | 0 - 3 (16-25) (21-25) (17-25) | 松下電器パナソニック・パンサーズ （16勝7敗） | 東京体育館 観客数: 1,500人 主審: 大塚達也 副審: 野村考一 |
| #391 | 2008年3月8日 14:00 |                                      |                               |                                              | 東京体育館 観客数: 1,500人 主審: 大塚達也 副審: 野村考一 |

| #392 | 2008年3月8日 16:00 |                               |                                               |                                   |                                                          |
| #392 | 2008年3月8日 16:00 | NECブルーロケッツ （9勝14敗） | 2 - 3 (28-30) (13-25) (25-23) (25-19) (13-15) | 豊田合成トレフェルサ （10勝13敗） | 東京体育館 観客数: 2,000人 主審: 代居正巳 副審: 中馬義郎 |
| #392 | 2008年3月8日 16:00 |                               |                                               |                                   | 東京体育館 観客数: 2,000人 主審: 代居正巳 副審: 中馬義郎 |

#### 3月9日
| #393 | 2008年3月9日 15:00 |                             |                                               |                                  |                                                                                          |
| #393 | 2008年3月9日 15:00 | 東レ・アローズ （13勝11敗） | 2 - 3 (19-25) (22-25) (25-20) (25-19) (14-16) | サントリーサンバーズ （21勝3敗） | 広島県立総合体育館（広島グリーンアリーナ） 観客数: 2,480人 主審: 石井洋壮 副審: 冨田博一 |
| #393 | 2008年3月9日 15:00 |                             |                                               |                                  | 広島県立総合体育館（広島グリーンアリーナ） 観客数: 2,480人 主審: 石井洋壮 副審: 冨田博一 |

| #394 | 2008年3月9日 13:08 |                           |                               |                             |                                                                                        |
| #394 | 2008年3月9日 13:08 | JTサンダーズ （10勝14敗） | 0 - 3 (21-25) (17-25) (25-27) | 堺ブレイザーズ （13勝11敗） | 広島県立総合体育館（広島グリーンアリーナ） 観客数: 4,820人 主審: 田中昭彦 副審: 酒出修 |
| #394 | 2008年3月9日 13:08 |                           |                               |                             | 広島県立総合体育館（広島グリーンアリーナ） 観客数: 4,820人 主審: 田中昭彦 副審: 酒出修 |

| #395 | 2008年3月9日 13:00 |                                      |                                       |                                   |                                                          |
| #395 | 2008年3月9日 13:00 | 大分三好ヴァイセアドラー （2勝22敗） | 1 - 3 (25-27) (18-25) (26-24) (21-25) | 豊田合成トレフェルサ （11勝13敗） | 東京体育館 観客数: 1,250人 主審: 大塚達也 副審: 野村考一 |
| #395 | 2008年3月9日 13:00 |                                      |                                       |                                   | 東京体育館 観客数: 1,250人 主審: 大塚達也 副審: 野村考一 |

| #396 | 2008年3月9日 15:35 |                               |                                               |                                              |                                                          |
| #396 | 2008年3月9日 15:35 | NECブルーロケッツ （9勝15敗） | 2 - 3 (27-25) (22-25) (26-24) (25-27) (10-15) | 松下電器パナソニック・パンサーズ （17勝7敗） | 東京体育館 観客数: 2,150人 主審: 中馬義郎 副審: 代居正巳 |
| #396 | 2008年3月9日 15:35 |                               |                                               |                                              | 東京体育館 観客数: 2,150人 主審: 中馬義郎 副審: 代居正巳 |

#### 3月15日
| #397 | 2008年3月15日 14:00 |                                  |                                       |                               |                                                                |
| #397 | 2008年3月15日 14:00 | サントリーサンバーズ （22勝3敗） | 3 - 1 (21-25) (25-13) (25-20) (31-29) | NECブルーロケッツ （9勝16敗） | 大分県立総合体育館 観客数: 2,700人 主審: 塚本健 副審: 寺嶋数秀 |
| #397 | 2008年3月15日 14:00 |                                  |                                       |                               | 大分県立総合体育館 観客数: 2,700人 主審: 塚本健 副審: 寺嶋数秀 |

| #398 | 2008年3月15日 16:30 |                                      |                                       |                             |                                                                  |
| #398 | 2008年3月15日 16:30 | 大分三好ヴァイセアドラー （2勝23敗） | 1 - 3 (25-22) (14-25) (18-25) (23-25) | 堺ブレイザーズ （14勝11敗） | 大分県立総合体育館 観客数: 3,334人 主審: 石井洋壮 副審: 代居正巳 |
| #398 | 2008年3月15日 16:30 |                                      |                                       |                             | 大分県立総合体育館 観客数: 3,334人 主審: 石井洋壮 副審: 代居正巳 |

| #399 | 2008年3月15日 14:00 |                                              |                                       |                             |                                                                  |
| #399 | 2008年3月15日 14:00 | 松下電器パナソニック・パンサーズ （17勝8敗） | 2 - 3 (22-25) (25-23) (14-25) (12-15) | 東レ・アローズ （14勝11敗） | 春日井市総合体育館 観客数: 1,350人 主審: 印藤智一 副審: 柘植知則 |
| #399 | 2008年3月15日 14:00 |                                              |                                       |                             | 春日井市総合体育館 観客数: 1,350人 主審: 印藤智一 副審: 柘植知則 |

| #400 | 2008年3月15日 16:35 |                                   |                                              |                           |                                                                  |
| #400 | 2008年3月15日 16:35 | 豊田合成トレフェルサ （12勝13敗） | 3 - 2 (25-19) (14-25) (25-20) (24-26) (15-8) | JTサンダーズ （10勝15敗） | 春日井市総合体育館 観客数: 1,280人 主審: 田野敏彦 副審: 高橋弘二 |
| #400 | 2008年3月15日 16:35 |                                   |                                              |                           | 春日井市総合体育館 観客数: 1,280人 主審: 田野敏彦 副審: 高橋弘二 |

#### 3月16日
| #401 | 2008年3月16日 13:00 |                               |                               |                             |                                                              |
| #401 | 2008年3月16日 13:00 | NECブルーロケッツ （9勝17敗） | 0 - 3 (14-25) (21-25) (22-25) | 堺ブレイザーズ （15勝11敗） | 日田市総合体育館 観客数: 2,021人 主審: 塚本健 副審: 寺嶋数秀 |
| #401 | 2008年3月16日 13:00 |                               |                               |                             | 日田市総合体育館 観客数: 2,021人 主審: 塚本健 副審: 寺嶋数秀 |

| #402 | 2008年3月16日 15:00 |                                  |                               |                                      |                                                                |
| #402 | 2008年3月16日 15:00 | サントリーサンバーズ （23勝3敗） | 3 - 0 (25-21) (25-20) (25-17) | 大分三好ヴァイセアドラー （2勝24敗） | 日田市総合体育館 観客数: 2,482人 主審: 代居正巳 副審: 石井洋壮 |
| #402 | 2008年3月16日 15:00 |                                  |                               |                                      | 日田市総合体育館 観客数: 2,482人 主審: 代居正巳 副審: 石井洋壮 |

| #403 | 2008年3月16日 13:10 |                           |                                               |                                              |                                                                  |
| #403 | 2008年3月16日 13:10 | JTサンダーズ （10勝16敗） | 2 - 3 (22-25) (17-25) (25-21) (25-18) (20-22) | 松下電器パナソニック・パンサーズ （18勝8敗） | 春日井市総合体育館 観客数: 1,630人 主審: 印藤智一 副審: 柘植知則 |
| #403 | 2008年3月16日 13:10 |                           |                                               |                                              | 春日井市総合体育館 観客数: 1,630人 主審: 印藤智一 副審: 柘植知則 |

| #404 | 2008年3月16日 16:50 |                                   |                               |                             |                                                                  |
| #404 | 2008年3月16日 16:50 | 豊田合成トレフェルサ （12勝14敗） | 0 - 3 (21-25) (23-25) (21-25) | 東レ・アローズ （15勝11敗） | 春日井市総合体育館 観客数: 1,470人 主審: 田野敏彦 副審: 高橋弘二 |
| #404 | 2008年3月16日 16:50 |                                   |                               |                             | 春日井市総合体育館 観客数: 1,470人 主審: 田野敏彦 副審: 高橋弘二 |

#### 3月22日
| #405 | 2008年3月22日 14:00 |                                              |                                               |                                  |                                                                                |
| #405 | 2008年3月22日 14:00 | 松下電器パナソニック・パンサーズ （18勝9敗） | 2 - 3 (25-19) (13-25) (25-21) (20-25) (11-15) | サントリーサンバーズ （24勝3敗） | 枚方市総合スポーツセンター体育館 観客数: 1,700人 主審: 石井洋壮 副審: 小野将人 |
| #405 | 2008年3月22日 14:00 |                                              |                                               |                                  | 枚方市総合スポーツセンター体育館 観客数: 1,700人 主審: 石井洋壮 副審: 小野将人 |

| #406 | 2008年3月22日 14:00 |                                   |                                               |                             |                                                                      |
| #406 | 2008年3月22日 14:00 | 豊田合成トレフェルサ （13勝14敗） | 3 - 2 (22-25) (25-23) (21-25) (25-23) (15-11) | 堺ブレイザーズ （15勝12敗） | 新日本製鐵堺製作所体育館 観客数: 1,850人 主審: 冨田満 副審: 印藤智一 |
| #406 | 2008年3月22日 14:00 |                                   |                                               |                             | 新日本製鐵堺製作所体育館 観客数: 1,850人 主審: 冨田満 副審: 印藤智一 |

| #407 | 2008年3月22日 14:00 |                                      |                                              |                           |                                                            |
| #407 | 2008年3月22日 14:00 | 大分三好ヴァイセアドラー （2勝25敗） | 2 - 3 (27-25) (34-32) (16-25) (17-25) (8-15) | JTサンダーズ （11勝16敗） | 三島市民体育館 観客数: 1,500人 主審: 酒出修 副審: 加藤孝仁 |
| #407 | 2008年3月22日 14:00 |                                      |                                              |                           | 三島市民体育館 観客数: 1,500人 主審: 酒出修 副審: 加藤孝仁 |

| #408 | 2008年3月22日 16:50 |                             |                       |                               |                                                              |
| #408 | 2008年3月22日 16:50 | 東レ・アローズ （16勝11敗） | 3 - 0 (25-20) (25-23) | NECブルーロケッツ （9勝18敗） | 三島市民体育館 観客数: 2,100人 主審: 勝又正 副審: 阿部広太郎 |
| #408 | 2008年3月22日 16:50 |                             |                       |                               | 三島市民体育館 観客数: 2,100人 主審: 勝又正 副審: 阿部広太郎 |

#### 3月23日
| #409 | 2008年3月23日 13:00 |                                  |                       |                                   |                                                                              |
| #409 | 2008年3月23日 13:00 | サントリーサンバーズ （24勝4敗） | 0 - 3 (17-25) (21-25) | 豊田合成トレフェルサ （14勝14敗） | 枚方市総合スポーツセンター体育館 観客数: 2,000人 主審: 印藤智一 副審: 冨田満 |
| #409 | 2008年3月23日 13:00 |                                  |                       |                                   | 枚方市総合スポーツセンター体育館 観客数: 2,000人 主審: 印藤智一 副審: 冨田満 |

| #410 | 2008年3月23日 15:00 |                                              |                               |                             |                                                                                |
| #410 | 2008年3月23日 15:00 | 松下電器パナソニック・パンサーズ （19勝9敗） | 3 - 0 (25-14) (25-23) (25-22) | 堺ブレイザーズ （15勝13敗） | 枚方市総合スポーツセンター体育館 観客数: 2,500人 主審: 小野将人 副審: 石井洋壮 |
| #410 | 2008年3月23日 15:00 |                                              |                               |                             | 枚方市総合スポーツセンター体育館 観客数: 2,500人 主審: 小野将人 副審: 石井洋壮 |

| #411 | 2008年3月23日 13:00 |                           |                               |                               |                                                            |
| #411 | 2008年3月23日 13:00 | JTサンダーズ （12勝16敗） | 3 - 0 (25-20) (25-22) (25-20) | NECブルーロケッツ （9勝19敗） | 三島市民体育館 観客数: 1,600人 主審: 酒出修 副審: 加藤孝仁 |
| #411 | 2008年3月23日 13:00 |                           |                               |                               | 三島市民体育館 観客数: 1,600人 主審: 酒出修 副審: 加藤孝仁 |

| #412 | 2008年3月23日 15:00 |                                      |                               |                             |                                                              |
| #412 | 2008年3月23日 15:00 | 大分三好ヴァイセアドラー （2勝26敗） | 1 - 3 (18-25) (28-26) (22-25) | 東レ・アローズ （17勝11敗） | 三島市民体育館 観客数: 2,200人 主審: 阿部広太郎 副審: 勝又正 |
| #412 | 2008年3月23日 15:00 |                                      |                               |                             | 三島市民体育館 観客数: 2,200人 主審: 阿部広太郎 副審: 勝又正 |

#### 4Legの結果
| 順位 | チーム名                         | 試合数 | 勝数 | 敗数 | 勝率  | 備考           |
| ---- | -------------------------------- | ------ | ---- | ---- | ----- | -------------- |
| 1    | 東レ・アローズ                   | 7      | 6    | 1    | 0.857 | セット率 2.857 |
| 2    | サントリーサンバーズ             | 7      | 6    | 1    | 0.857 | セット率 2.000 |
| 3    | 豊田合成トレフェルサ             | 7      | 6    | 1    | 0.857 | セット率 1.636 |
| 4    | 松下電器パナソニック・パンサーズ | 7      | 4    | 3    | 0.571 |                |
| 5    | 堺ブレイザーズ                   | 7      | 3    | 4    | 0.429 |                |
| 6    | JTサンダーズ                     | 7      | 2    | 5    | 0.286 |                |
| 7    | NECブルーロケッツ                | 7      | 1    | 6    | 0.143 |                |
| 8    | 大分三好ヴァイセアドラー         | 7      | 0    | 7    | 0.000 |                |

### レギュラーラウンドの結果
| 順位 | チーム名                 | 試合数 | 勝数 | 敗数 | 勝率  | 備考 |
| ---- | ------------------------ | ------ | ---- | ---- | ----- | ---- |
| 1    | サントリーサンバーズ     | 28     | 24   | 4    | 0.857 |      |
| 2    | パナソニック・パンサーズ | 28     | 19   | 9    | 0.679 |      |
| 3    | 東レ・アローズ           | 28     | 17   | 11   | 0.607 |      |
| 4    | 堺ブレイザーズ           | 28     | 15   | 13   | 0.536 |      |
| 5    | 豊田合成トレフェルサ     | 28     | 14   | 14   | 0.500 |      |
| 6    | JTサンダーズ             | 28     | 12   | 16   | 0.429 |      |
| 7    | NECブルーロケッツ        | 28     | 9    | 19   | 0.321 |      |
| 8    | 大分三好ヴァイセアドラー | 28     | 2    | 26   | 0.071 |      |

### セミファイナルラウンド

#### 3月28日
| #420 | 2008年3月28日 18:45 |                              |                               |                        |                                                            |
| #420 | 2008年3月28日 18:45 | サントリーサンバーズ （1勝） | 3 - 0 (25-23) (25-21) (25-16) | 堺ブレイザーズ （1敗） | 有明コロシアム 観客数: 1,700人 主審: 小柴滋 副審: 田野昭彦 |
| #420 | 2008年3月28日 18:45 |                              |                               |                        | 有明コロシアム 観客数: 1,700人 主審: 小柴滋 副審: 田野昭彦 |

| #421 | 2008年3月28日 16:00 |                        |                                              |                                          |                                                            |
| #421 | 2008年3月28日 16:00 | 東レ・アローズ （1敗） | 2 - 3 (21-25) (22-25) (25-19) (28-26) (8-15) | 松下電器パナソニック・パンサーズ （1勝） | 有明コロシアム 観客数: 1,700人 主審: 酒出修 副審: 田中昭彦 |
| #421 | 2008年3月28日 16:00 |                        |                                              |                                          | 有明コロシアム 観客数: 1,700人 主審: 酒出修 副審: 田中昭彦 |

#### 3月29日
| #422 | 2008年3月29日 16:45 |                              |                                               |                                             |                                                            |
| #422 | 2008年3月29日 16:45 | サントリーサンバーズ （2勝） | 3 - 2 (25-22) (25-21) (22-25) (21-25) (15-10) | 松下電器パナソニック・パンサーズ （1勝1敗） | 有明コロシアム 観客数: 2,650人 主審: 田中昭彦 副審: 金建泰 |
| #422 | 2008年3月29日 16:45 |                              |                                               |                                             | 有明コロシアム 観客数: 2,650人 主審: 田中昭彦 副審: 金建泰 |

| #423 | 2008年3月29日 14:00 |                           |                                               |                        |                                                              |
| #423 | 2008年3月29日 14:00 | 東レ・アローズ （1勝1敗） | 3 - 2 (20-25) (23-25) (25-23) (25-13) (15-12) | 堺ブレイザーズ （2敗） | 有明コロシアム 観客数: 2,400人 主審: 印藤智一 副審: 山本和良 |
| #423 | 2008年3月29日 14:00 |                           |                                               |                        | 有明コロシアム 観客数: 2,400人 主審: 印藤智一 副審: 山本和良 |

#### 3月30日
| #424 | 2008年3月30日 16:20 |                                 |                       |                           |                                                          |
| #424 | 2008年3月30日 16:20 | サントリーサンバーズ （2勝1敗） | 0 - 3 (20-25) (27-29) | 東レ・アローズ （2勝1敗） | 有明コロシアム 観客数: 2,600 主審: 酒出修 副審: 山本和良 |
| #424 | 2008年3月30日 16:20 |                                 |                       |                           | 有明コロシアム 観客数: 2,600 主審: 酒出修 副審: 山本和良 |

| #425 | 2008年3月30日 14:00 |                                             |                                       |                        |                                                            |
| #425 | 2008年3月30日 14:00 | 松下電器パナソニック・パンサーズ （2勝1敗） | 3 - 1 (25-18) (16-25) (25-19) (25-20) | 堺ブレイザーズ （3敗） | 有明コロシアム 観客数: 2,500人 主審: 金建泰 副審: 村上成司 |
| #425 | 2008年3月30日 14:00 |                                             |                                       |                        | 有明コロシアム 観客数: 2,500人 主審: 金建泰 副審: 村上成司 |

### ファイナルラウンド
3位決定戦
| #430 | 2008年4月5日 11:00 |                      |                               |                |                                                                        |
| #430 | 2008年4月5日 11:00 | サントリーサンバーズ | 3 - 0 (25-22) (25-18) (25-22) | 堺ブレイザーズ | さいたまスーパーアリーナ 観客数: 3,700人 主審: 田野昭彦 副審: 山本和良 |
| #430 | 2008年4月5日 11:00 |                      |                               |                | さいたまスーパーアリーナ 観客数: 3,700人 主審: 田野昭彦 副審: 山本和良 |

決勝
| #431 | 2008年4月5日 15:00 |                                  |                                       |                |                                                                      |
| #431 | 2008年4月5日 15:00 | 松下電器パナソニック・パンサーズ | 3 - 1 (25-17) (20-25) (25-20) (25-21) | 東レ・アローズ | さいたまスーパーアリーナ 観客数: 6,000人 主審: 酒出修 副審: 石井洋壮 |
| #431 | 2008年4月5日 15:00 |                                  |                                       |                | さいたまスーパーアリーナ 観客数: 6,000人 主審: 酒出修 副審: 石井洋壮 |

### 最終順位
| 順位   | チーム名                         | 備考     |
| ------ | -------------------------------- | -------- |
| 優勝   | 松下電器パナソニック・パンサーズ |          |
| 準優勝 | 東レ・アローズ                   |          |
| 3      | サントリーサンバーズ             |          |
| 4      | 堺ブレイザーズ                   |          |
| 5      | 豊田合成トレフェルサ             |          |
| 6      | JTサンダーズ                     |          |
| 7      | NECブルーロケッツ                | 入替戦へ |
| 8      | 大分三好ヴァイセアドラー         | 入替戦へ |

### 個人賞
| No. | 賞名             | 受賞者                             | 所属チーム                       | 備考                |
| --- | ---------------- | ---------------------------------- | -------------------------------- | ------------------- |
| 1   | 優勝監督賞       | 南部正司                           | 松下電器パナソニック・パンサーズ |                     |
| 2   | 最高殊勲選手賞   | 山本隆弘                           | 松下電器パナソニック・パンサーズ |                     |
| 3   | 敢闘賞           | 篠田歩                             | 東レ・アローズ                   |                     |
| 4   | 最優秀新人賞     | 白澤健児                           | 松下電器パナソニック・パンサーズ |                     |
| 5   | ベスト6          | 山本隆弘                           | 松下電器パナソニック・パンサーズ |                     |
| 5   | ベスト6          | フェリッペ・フォンテレス           | 松下電器パナソニック・パンサーズ |                     |
| 5   | ベスト6          | 越川優                             | サントリーサンバーズ             |                     |
| 5   | ベスト6          | 山村宏太                           | サントリーサンバーズ             |                     |
| 5   | ベスト6          | 篠田歩                             | 東レ・アローズ                   |                     |
| 5   | ベスト6          | 宇佐美大輔                         | 松下電器パナソニック・パンサーズ |                     |
| 6   | ベストリベロ賞   | 永野健                             | 松下電器パナソニック・パンサーズ |                     |
| 7   | レシーブ賞       | 越谷章                             | 東レ・アローズ                   |                     |
| 8   | 得点王           | レアンドロ・アラウジョ・ダ・シルバ | 東レ・アローズ                   | 総得点=631点        |
| 9   | スパイク賞       | 川浦博昭                           | 豊田合成トレフェルサ             | 決定率=57.8%        |
| 10  | ブロック賞       | 北川祐介                           | 豊田合成トレフェルサ             | 決定本数=0.97本/set |
| 11  | サーブ賞         | エンダキ・エムブレイ               | 堺ブレイザーズ                   | 効果率=16.3%        |
| 12  | サーブレシーブ賞 | 井上裕介                           | 大分三好ヴァイセアドラー         | 成功率=78.2%        |
| 13  | 優秀GM賞         | 小田勝美                           | 堺ブレイザーズ                   |                     |

### Vチャレンジ・マッチ（入替戦）

#### 4月12日
| #440 | 2008年4月12日 |                                                |                                       |                                |                  |
| #440 | 2008年4月12日 | 大分三好ヴァイセアドラー （プレミアリーグ8位） | 3 - 1 (26-24) (30-28) (22-25) (25-17) | FC東京 （チャレンジリーグ1位） | 秋葉台文化体育館 |
| #440 | 2008年4月12日 |                                                |                                       |                                | 秋葉台文化体育館 |

| #441 | 2008年4月12日 |                                         |                               |                                |                  |
| #441 | 2008年4月12日 | NECブルーロケッツ （プレミアリーグ7位） | 3 - 0 (25-21) (29-27) (25-20) | 警視庁 （チャレンジリーグ2位） | 秋葉台文化体育館 |
| #441 | 2008年4月12日 |                                         |                               |                                | 秋葉台文化体育館 |

#### 4月13日
| #442 | 2008年4月13日 |                                                |                               |                                |                  |
| #442 | 2008年4月13日 | 大分三好ヴァイセアドラー （プレミアリーグ8位） | 3 - 0 (25-20) (26-24) (25-19) | FC東京 （チャレンジリーグ1位） | 秋葉台文化体育館 |
| #442 | 2008年4月13日 |                                                |                               |                                | 秋葉台文化体育館 |

| #443 | 2008年4月13日 |                                         |                               |                                |                  |
| #443 | 2008年4月13日 | NECブルーロケッツ （プレミアリーグ7位） | 3 - 0 (25-23) (25-18) (25-17) | 警視庁 （チャレンジリーグ2位） | 秋葉台文化体育館 |
| #443 | 2008年4月13日 |                                         |                               |                                | 秋葉台文化体育館 |

この結果、NECブルーロケッツと大分三好ヴァイセアドラーがVプレミアリーグに残留が決定した。

## 女子

### 参加チーム
| 前回順位 | チーム名                   | 備考 |
| -------- | -------------------------- | ---- |
| 1        | 久光製薬スプリングス       |      |
| 2        | JTマーヴェラス             |      |
| 3        | パイオニアレッドウィングス |      |
| 4        | 武富士バンブー             |      |
| 5        | NECレッドロケッツ          |      |
| 6        | 東レ・アローズ             |      |
| 7        | デンソー・エアリービーズ   |      |
| 8        | 岡山シーガルズ             |      |
| 9        | 日立佐和リヴァーレ         |      |
| 10       | トヨタ車体クインシーズ     |      |

### 1Leg

#### 12月8日
| #501 | 2007年12月8日 13:05 |                        |                                       |                              |                                                            |
| #501 | 2007年12月8日 13:05 | 武富士バンブー （1敗） | 1 - 3 (17-25) (19-25) (27-25) (16-25) | 久光製薬スプリングス （1勝） | 滋賀県立体育館 観客数: 2,985人 主審: 田野昭彦 副審: 左近悟 |
| #501 | 2007年12月8日 13:05 |                        |                                       |                              | 滋賀県立体育館 観客数: 2,985人 主審: 田野昭彦 副審: 左近悟 |

| #502 | 2007年12月8日 15:23 |                        |                               |                        |                                                              |
| #502 | 2007年12月8日 15:23 | 岡山シーガルズ （1敗） | 0 - 3 (15-25) (19-25) (20-25) | 東レ・アローズ （1勝） | 滋賀県立体育館 観客数: 2,985人 主審: 山本和良 副審: 北村友香 |
| #502 | 2007年12月8日 15:23 |                        |                               |                        | 滋賀県立体育館 観客数: 2,985人 主審: 山本和良 副審: 北村友香 |

| #503 | 2007年12月8日 11:02 |                                |                                               |                                    |                                                                                              |
| #503 | 2007年12月8日 11:02 | トヨタ車体クインシーズ （1勝） | 3 - 2 (21-25) (28-26) (24-26) (26-24) (16-14) | パイオニアレッドウィングス （1敗） | 神戸総合運動公園体育館（グリーンアリーナ神戸） 観客数: 3,500人 主審: 大塚達也 副審: 荒木和仁 |
| #503 | 2007年12月8日 11:02 |                                |                                               |                                    | 神戸総合運動公園体育館（グリーンアリーナ神戸） 観客数: 3,500人 主審: 大塚達也 副審: 荒木和仁 |

| #504 | 2007年12月8日 13:50 |                            |                                       |                           |                                                                                              |
| #504 | 2007年12月8日 13:50 | 日立佐和リヴァーレ （1敗） | 1 - 3 (14-25) (25-22) (23-25) (17-25) | NECレッドロケッツ （1勝） | 神戸総合運動公園体育館（グリーンアリーナ神戸） 観客数: 4,000人 主審: 田野敏彦 副審: 浅見靖人 |
| #504 | 2007年12月8日 13:50 |                            |                                       |                           | 神戸総合運動公園体育館（グリーンアリーナ神戸） 観客数: 4,000人 主審: 田野敏彦 副審: 浅見靖人 |

| #505 | 2007年12月8日 16:10 |                        |                                       |                                  |                                                                                                |
| #505 | 2007年12月8日 16:10 | JTマーヴェラス （1敗） | 1 - 3 (16-25) (17-25) (25-16) (23-25) | デンソー・エアリービーズ （1勝） | 神戸総合運動公園体育館（グリーンアリーナ神戸） 観客数: 4,200人 主審: 村上成司 副審: 阿部広太郎 |
| #505 | 2007年12月8日 16:10 |                        |                                       |                                  | 神戸総合運動公園体育館（グリーンアリーナ神戸） 観客数: 4,200人 主審: 村上成司 副審: 阿部広太郎 |

#### 12月9日
| #506 | 2007年12月9日 13:00 |                                   |                                       |                              |                                                            |
| #506 | 2007年12月9日 13:00 | トヨタ車体クインシーズ （1勝1敗） | 1 - 3 (25-21) (18-25) (22-25) (21-25) | 久光製薬スプリングス （2勝） | 滋賀県立体育館 観客数: 2,300人 主審: 田野昭彦 副審: 左近悟 |
| #506 | 2007年12月9日 13:00 |                                   |                                       |                              | 滋賀県立体育館 観客数: 2,300人 主審: 田野昭彦 副審: 左近悟 |

| #507 | 2007年12月9日 15:20 |                        |                               |                        |                                                              |
| #507 | 2007年12月9日 15:20 | 武富士バンブー （2敗） | 0 - 3 (22-25) (21-25) (19-25) | 東レ・アローズ （2勝） | 滋賀県立体育館 観客数: 2,300人 主審: 北村友香 副審: 山本和良 |
| #507 | 2007年12月9日 15:20 |                        |                               |                        | 滋賀県立体育館 観客数: 2,300人 主審: 北村友香 副審: 山本和良 |

| #508 | 2007年12月9日 10:30 |                           |                               |                            |                                                                  |
| #508 | 2007年12月9日 10:30 | 岡山シーガルズ （1勝1敗） | 3 - 0 (25-13) (25-19) (25-13) | 日立佐和リヴァーレ （2敗） | 姫路市立中央体育館 観客数: 2,900人 主審: 田野敏彦 副審: 荒木和仁 |
| #508 | 2007年12月9日 10:30 |                           |                               |                            | 姫路市立中央体育館 観客数: 2,900人 主審: 田野敏彦 副審: 荒木和仁 |

| #509 | 2007年12月9日 13:10 |                                       |                                       |                                     |                                                                  |
| #509 | 2007年12月9日 13:10 | パイオニアレッドウィングス （1勝1敗） | 3 - 1 (25-23) (27-25) (21-25) (25-20) | デンソー・エアリービーズ （1勝1敗） | 姫路市立中央体育館 観客数: 3,300人 主審: 大塚達也 副審: 村上成司 |
| #509 | 2007年12月9日 13:10 |                                       |                                       |                                     | 姫路市立中央体育館 観客数: 3,300人 主審: 大塚達也 副審: 村上成司 |

| #510 | 2007年12月9日 15:51 |                           |                               |                        |                                                                    |
| #510 | 2007年12月9日 15:51 | NECレッドロケッツ （2勝） | 3 - 0 (25-22) (25-18) (25-15) | JTマーヴェラス （2敗） | 姫路市立中央体育館 観客数: 3,300人 主審: 阿部広太郎 副審: 浅見靖人 |
| #510 | 2007年12月9日 15:51 |                           |                               |                        | 姫路市立中央体育館 観客数: 3,300人 主審: 阿部広太郎 副審: 浅見靖人 |

#### 12月15日
| #511 | 2007年12月15日 14:00 |                              |                                               |                                     |                                                                                      |
| #511 | 2007年12月15日 14:00 | 久光製薬スプリングス （3勝） | 3 - 2 (25-19) (20-25) (27-25) (18-25) (15-12) | デンソー・エアリービーズ （1勝2敗） | 深谷市総合体育館（深谷ビッグタートル） 観客数: 1,700人 主審: 高橋弘二 副審: 浅井唯由 |
| #511 | 2007年12月15日 14:00 |                              |                                               |                                     | 深谷市総合体育館（深谷ビッグタートル） 観客数: 1,700人 主審: 高橋弘二 副審: 浅井唯由 |

| #512 | 2007年12月15日 16:50 |                        |                                       |                                   |                                                                                    |
| #512 | 2007年12月15日 16:50 | 武富士バンブー （3敗） | 1 - 3 (34-32) (19-25) (16-25) (26-28) | トヨタ車体クインシーズ （2勝1敗） | 深谷市総合体育館（深谷ビッグタートル） 観客数: 1,500人 主審: 印藤智一 副審: 村中伸 |
| #512 | 2007年12月15日 16:50 |                        |                                       |                                   | 深谷市総合体育館（深谷ビッグタートル） 観客数: 1,500人 主審: 印藤智一 副審: 村中伸 |

| #513 | 2007年12月15日 14:05 |                           |                                       |                           |                                                                      |
| #513 | 2007年12月15日 14:05 | JTマーヴェラス （1勝2敗） | 3 - 1 (25-19) (25-22) (22-25) (25-20) | 岡山シーガルズ （1勝2敗） | 川崎市とどろきアリーナ 観客数: 2,500人 主審: 村上成司 副審: 土佐和樹 |
| #513 | 2007年12月15日 14:05 |                           |                                       |                           | 川崎市とどろきアリーナ 観客数: 2,500人 主審: 村上成司 副審: 土佐和樹 |

| #514 | 2007年12月15日 16:40 |                              |                                               |                        |                                                                    |
| #514 | 2007年12月15日 16:40 | NECレッドロケッツ （2勝1敗） | 2 - 3 (25-27) (18-25) (25-19) (25-20) (11-15) | 東レ・アローズ （3勝） | 川崎市とどろきアリーナ 観客数: 3,600人 主審: 山本和良 副審: 澤達大 |
| #514 | 2007年12月15日 16:40 |                              |                                               |                        | 川崎市とどろきアリーナ 観客数: 3,600人 主審: 山本和良 副審: 澤達大 |

| #515 | 2007年12月15日 13:00 |                                       |                               |                            |                                                                |
| #515 | 2007年12月15日 13:00 | パイオニアレッドウィングス （2勝1敗） | 3 - 1 (20-25) (25-17) (25-21) | 日立佐和リヴァーレ （3敗） | かなくぼ総合体育館 観客数: 1,592人 主審: 冨田満 副審: 三見洋子 |
| #515 | 2007年12月15日 13:00 |                                       |                               |                            | かなくぼ総合体育館 観客数: 1,592人 主審: 冨田満 副審: 三見洋子 |

#### 12月16日
| #516 | 2007年12月16日 13:00 |                              |                                       |                           |                                                                                        |
| #516 | 2007年12月16日 13:00 | 久光製薬スプリングス （4勝） | 3 - 1 (25-17) (23-25) (25-16) (25-23) | 東レ・アローズ （3勝1敗） | 深谷市総合体育館（深谷ビッグタートル） 観客数: 3,500人 主審: 印藤智一 副審: 小野沢一宏 |
| #516 | 2007年12月16日 13:00 |                              |                                       |                           | 深谷市総合体育館（深谷ビッグタートル） 観客数: 3,500人 主審: 印藤智一 副審: 小野沢一宏 |

| #517 | 2007年12月16日 15:25 |                        |                       |                                       |                                                                                    |
| #517 | 2007年12月16日 15:25 | 武富士バンブー （4敗） | 0 - 3 (14-25) (23-25) | パイオニアレッドウィングス （3勝1敗） | 深谷市総合体育館（深谷ビッグタートル） 観客数: 3,600人 主審: 高橋弘二 副審: 村中伸 |
| #517 | 2007年12月16日 15:25 |                        |                       |                                       | 深谷市総合体育館（深谷ビッグタートル） 観客数: 3,600人 主審: 高橋弘二 副審: 村中伸 |

| #518 | 2007年12月16日 13:00 |                                     |                                               |                           |                                                                      |
| #518 | 2007年12月16日 13:00 | デンソー・エアリービーズ （1勝3敗） | 2 - 3 (25-20) (23-25) (25-18) (15-25) (17-19) | 岡山シーガルズ （2勝2敗） | 川崎市とどろきアリーナ 観客数: 1,050人 主審: 山本和良 副審: 土佐和樹 |
| #518 | 2007年12月16日 13:00 |                                     |                                               |                           | 川崎市とどろきアリーナ 観客数: 1,050人 主審: 山本和良 副審: 土佐和樹 |

| #519 | 2007年12月16日 16:10 |                                   |                                               |                              |                                                                    |
| #519 | 2007年12月16日 16:10 | トヨタ車体クインシーズ （3勝1敗） | 3 - 2 (23-25) (30-32) (25-21) (25-23) (15-10) | NECレッドロケッツ （2勝2敗） | 川崎市とどろきアリーナ 観客数: 2,000人 主審: 村上成司 副審: 澤達大 |
| #519 | 2007年12月16日 16:10 |                                   |                                               |                              | 川崎市とどろきアリーナ 観客数: 2,000人 主審: 村上成司 副審: 澤達大 |

| #520 | 2007年12月16日 13:00 |                            |                               |                           |                                                                |
| #520 | 2007年12月16日 13:00 | 日立佐和リヴァーレ （4敗） | 0 - 3 (19-25) (25-27) (20-25) | JTマーヴェラス （2勝2敗） | 石岡運動公園体育館 観客数: 2,194人 主審: 三見洋子 副審: 冨田満 |
| #520 | 2007年12月16日 13:00 |                            |                               |                           | 石岡運動公園体育館 観客数: 2,194人 主審: 三見洋子 副審: 冨田満 |

#### 12月22日
| #521 | 2007年12月22日 11:00 |                                       |                               |                              |                                                                                              |
| #521 | 2007年12月22日 11:00 | パイオニアレッドウィングス （3勝2敗） | 0 - 3 (20-25) (21-25) (19-25) | NECレッドロケッツ （3勝2敗） | 刈谷市総合運動公園体育館（ウィングアリーナ刈谷） 観客数: 2,850人 主審: 塚本健 副審: 柘植知則 |
| #521 | 2007年12月22日 11:00 |                                       |                               |                              | 刈谷市総合運動公園体育館（ウィングアリーナ刈谷） 観客数: 2,850人 主審: 塚本健 副審: 柘植知則 |

| #522 | 2007年12月22日 13:00 |                           |                                       |                                     |                                                                                              |
| #522 | 2007年12月22日 13:00 | 東レ・アローズ （3勝2敗） | 1 - 3 (19-25) (25-21) (21-25) (19-25) | デンソー・エアリービーズ （2勝3敗） | 刈谷市総合運動公園体育館（ウィングアリーナ刈谷） 観客数: 3,120人 主審: 冨田博一 副審: 澤達大 |
| #522 | 2007年12月22日 13:00 |                           |                                       |                                     | 刈谷市総合運動公園体育館（ウィングアリーナ刈谷） 観客数: 3,120人 主審: 冨田博一 副審: 澤達大 |

| #523 | 2007年12月22日 15:25 |                                   |                                              |                           |                                                                                                |
| #523 | 2007年12月22日 15:25 | トヨタ車体クインシーズ （4勝1敗） | 3 - 2 (22-25) (25-23) (16-25) (25-21) (15-8) | 岡山シーガルズ （2勝3敗） | 刈谷市総合運動公園体育館（ウィングアリーナ刈谷） 観客数: 3,030人 主審: 田中昭彦 副審: 明井寿枝 |
| #523 | 2007年12月22日 15:25 |                                   |                                              |                           | 刈谷市総合運動公園体育館（ウィングアリーナ刈谷） 観客数: 3,030人 主審: 田中昭彦 副審: 明井寿枝 |

| #524 | 2007年12月22日 14:00 |                           |                                               |                                 |                                                                                             |
| #524 | 2007年12月22日 14:00 | JTマーヴェラス （3勝2敗） | 3 - 2 (20-25) (25-21) (21-25) (27-25) (15-11) | 久光製薬スプリングス （4勝1敗） | 岐阜メモリアルセンター第1体育館（で愛ドーム） 観客数: 2,600人 主審: 村上成司 副審: 高橋弘二 |
| #524 | 2007年12月22日 14:00 |                           |                                               |                                 | 岐阜メモリアルセンター第1体育館（で愛ドーム） 観客数: 2,600人 主審: 村上成司 副審: 高橋弘二 |

| #525 | 2007年12月22日 16:40 |                            |                                       |                           |                                                                                         |
| #525 | 2007年12月22日 16:40 | 日立佐和リヴァーレ （5敗） | 1 - 3 (25-23) (19-25) (14-25) (18-25) | 武富士バンブー （1勝4敗） | 岐阜メモリアルセンター第1体育館（で愛ドーム） 観客数: 3,102人 主審: 江下毅 副審: 辻知幸 |
| #525 | 2007年12月22日 16:40 |                            |                                       |                           | 岐阜メモリアルセンター第1体育館（で愛ドーム） 観客数: 3,102人 主審: 江下毅 副審: 辻知幸 |

#### 12月23日
| #526 | 2007年12月23日 12:59 |                                     |                               |                            |                                                                                  |
| #526 | 2007年12月23日 12:59 | デンソー・エアリービーズ （3勝3敗） | 3 - 0 (25-15) (25-13) (25-15) | 日立佐和リヴァーレ （6敗） | 豊田市総合体育館（スカイホール豊田） 観客数: 2,450人 主審: 冨田博一 副審: 澤達大 |
| #526 | 2007年12月23日 12:59 |                                     |                               |                            | 豊田市総合体育館（スカイホール豊田） 観客数: 2,450人 主審: 冨田博一 副審: 澤達大 |

| #527 | 2007年12月23日 15:00 |                                   |                                               |                           |                                                                                  |
| #527 | 2007年12月23日 15:00 | トヨタ車体クインシーズ （4勝2敗） | 2 - 3 (19-25) (25-23) (25-14) (15-25) (11-15) | JTマーヴェラス （4勝2敗） | 豊田市総合体育館（スカイホール豊田） 観客数: 3,550人 主審: 明井寿枝 副審: 塚本健 |
| #527 | 2007年12月23日 15:00 |                                   |                                               |                           | 豊田市総合体育館（スカイホール豊田） 観客数: 3,550人 主審: 明井寿枝 副審: 塚本健 |

| #528 | 2007年12月23日 13:00 |                              |                               |                           |                                                                  |
| #528 | 2007年12月23日 13:00 | NECレッドロケッツ （4勝2敗） | 3 - 1 (25-19) (18-25) (25-18) | 武富士バンブー （1勝5敗） | 多治見市総合体育館 観客数: 2,000人 主審: 高橋弘二 副審: 新海正和 |
| #528 | 2007年12月23日 13:00 |                              |                               |                           | 多治見市総合体育館 観客数: 2,000人 主審: 高橋弘二 副審: 新海正和 |

| #529 | 2007年12月23日 15:15 |                                 |                                               |                           |                                                                |
| #529 | 2007年12月23日 15:15 | 久光製薬スプリングス （4勝2敗） | 2 - 3 (25-22) (17-25) (23-25) (25-16) (13-15) | 岡山シーガルズ （3勝3敗） | 多治見市総合体育館 観客数: 2,410人 主審: 村上成司 副審: 江下毅 |
| #529 | 2007年12月23日 15:15 |                                 |                                               |                           | 多治見市総合体育館 観客数: 2,410人 主審: 村上成司 副審: 江下毅 |

| #530 | 2007年12月23日 14:05 |                                       |                               |                           |                                                                    |
| #530 | 2007年12月23日 14:05 | パイオニアレッドウィングス （3勝3敗） | 0 - 3 (23-25) (18-25) (24-26) | 東レ・アローズ （4勝2敗） | 草薙総合運動場体育館 観客数: 4,300人 主審: 田中昭彦 副審: 大塚春夫 |
| #530 | 2007年12月23日 14:05 |                                       |                               |                           | 草薙総合運動場体育館 観客数: 4,300人 主審: 田中昭彦 副審: 大塚春夫 |

#### 1月12日
| #531 | 2008年1月12日 14:00 |                                 |                                               |                              |                                                                        |
| #531 | 2008年1月12日 14:00 | 久光製薬スプリングス （4勝3敗） | 2 - 3 (25-20) (21-25) (23-25) (25-15) (12-15) | NECレッドロケッツ （5勝2敗） | 小野市総合体育館（アルゴ） 観客数: 1,200人 主審: 塚本健 副審: 北村友香 |
| #531 | 2008年1月12日 14:00 |                                 |                                               |                              | 小野市総合体育館（アルゴ） 観客数: 1,200人 主審: 塚本健 副審: 北村友香 |

| #532 | 2008年1月12日 13:05 |                           |                               |                            |                                                                      |
| #532 | 2008年1月12日 13:05 | 東レ・アローズ （5勝2敗） | 3 - 0 (25-21) (28-26) (25-16) | 日立佐和リヴァーレ （7敗） | 尼崎市記念公園総合体育館 観客数: 3,000人 主審: 江下毅 副審: 楳谷昌彦 |
| #532 | 2008年1月12日 13:05 |                           |                               |                            | 尼崎市記念公園総合体育館 観客数: 3,000人 主審: 江下毅 副審: 楳谷昌彦 |

| #533 | 2008年1月12日 14:54 |                           |                                              |                           |                                                                        |
| #533 | 2008年1月12日 14:54 | JTマーヴェラス （5勝2敗） | 3 - 2 (25-23) (24-26) (27-29) (25-16) (15-7) | 武富士バンブー （1勝6敗） | 尼崎市記念公園総合体育館 観客数: 3,300人 主審: 山田道人 副審: 荒木和仁 |
| #533 | 2008年1月12日 14:54 |                           |                                              |                           | 尼崎市記念公園総合体育館 観客数: 3,300人 主審: 山田道人 副審: 荒木和仁 |

| #534 | 2008年1月12日 12:00 |                                   |                                               |                                     |                                                                                          |
| #534 | 2008年1月12日 12:00 | トヨタ車体クインシーズ （4勝3敗） | 2 - 3 (25-19) (19-25) (20-25) (25-23) (12-15) | デンソー・エアリービーズ （4勝3敗） | 岡山県総合グランド体育館（桃太郎アリーナ） 観客数: 900人 主審: 代居正巳 副審: 千代延靖夫 |
| #534 | 2008年1月12日 12:00 |                                   |                                               |                                     | 岡山県総合グランド体育館（桃太郎アリーナ） 観客数: 900人 主審: 代居正巳 副審: 千代延靖夫 |

| #535 | 2008年1月12日 15:00 |                                       |                               |                           | |
| #535 | 2008年1月12日 15:00 | パイオニアレッドウィングス （4勝3敗） | 3 - 0 (30-28) (25-13) (25-23) | 岡山シーガルズ （3勝4敗） | 岡山県総合グランド体育館（桃太郎アリーナ） 観客数: 1,337人 主審: 田野敏彦 副審: グレッグ・ルーオー |
| #535 | 2008年1月12日 15:00 |                                       |                               |                           | 岡山県総合グランド体育館（桃太郎アリーナ） 観客数: 1,337人 主審: 田野敏彦 副審: グレッグ・ルーオー |

#### 1月13日
| #536 | 2008年1月13日 13:00 |                           |                               |                                       |                                                                  |
| #536 | 2008年1月13日 13:00 | JTマーヴェラス （5勝3敗） | 0 - 3 (22-25) (23-25) (21-25) | パイオニアレッドウィングス （5勝3敗） | 加古川市立総合体育館 観客数: 3,000人 主審: 塚本健 副審: 荒木和仁 |
| #536 | 2008年1月13日 13:00 |                           |                               |                                       | 加古川市立総合体育館 観客数: 3,000人 主審: 塚本健 副審: 荒木和仁 |

| #537 | 2008年1月13日 15:00 |                                 |                               |                            |                                                                  |
| #537 | 2008年1月13日 15:00 | 久光製薬スプリングス （5勝3敗） | 3 - 0 (25-22) (25-19) (25-20) | 日立佐和リヴァーレ （8敗） | 加古川市立総合体育館 観客数: 3,300人 主審: 北村友香 副審: 江下毅 |
| #537 | 2008年1月13日 15:00 |                                 |                               |                            | 加古川市立総合体育館 観客数: 3,300人 主審: 北村友香 副審: 江下毅 |

| #538 | 2008年1月13日 11:00 |                           |                                       |                                     | |
| #538 | 2008年1月13日 11:00 | 武富士バンブー （1勝7敗） | 1 - 3 (17-25) (14-25) (26-24) (12-25) | デンソー・エアリービーズ （5勝3敗） | 岡山県総合グランド体育館（桃太郎アリーナ） 観客数: 3,500人 主審: グレッグ・ルーオー 副審: 千代延靖夫 |
| #538 | 2008年1月13日 11:00 |                           |                                       |                                     | 岡山県総合グランド体育館（桃太郎アリーナ） 観客数: 3,500人 主審: グレッグ・ルーオー 副審: 千代延靖夫 |

| #539 | 2008年1月13日 13:15 |                           |                               |                                   |                                                                                          |
| #539 | 2008年1月13日 13:15 | 東レ・アローズ （6勝2敗） | 3 - 0 (25-16) (25-21) (25-19) | トヨタ車体クインシーズ （4勝4敗） | 岡山県総合グランド体育館（桃太郎アリーナ） 観客数: 3,800人 主審: 山田道人 副審: 山本浩之 |
| #539 | 2008年1月13日 13:15 |                           |                               |                                   | 岡山県総合グランド体育館（桃太郎アリーナ） 観客数: 3,800人 主審: 山田道人 副審: 山本浩之 |

| #540 | 2008年1月13日 15:15 |                              |                                               |                           |                                                                                          |
| #540 | 2008年1月13日 15:15 | NECレッドロケッツ （5勝3敗） | 2 - 3 (26-24) (16-25) (19-25) (27-25) (17-19) | 岡山シーガルズ （4勝4敗） | 岡山県総合グランド体育館（桃太郎アリーナ） 観客数: 3,800人 主審: 田野敏彦 副審: 代居正巳 |
| #540 | 2008年1月13日 15:15 |                              |                                               |                           | 岡山県総合グランド体育館（桃太郎アリーナ） 観客数: 3,800人 主審: 田野敏彦 副審: 代居正巳 |

#### 1月14日
| #541 | 2008年1月14日 13:08 |                                 |                                       |                                       |                                                                                            |
| #541 | 2008年1月14日 13:08 | 久光製薬スプリングス （6勝3敗） | 3 - 1 (25-19) (25-13) (22-25) (25-21) | パイオニアレッドウィングス （5勝4敗） | 神戸総合運動公園体育館（グリーンアリーナ神戸） 観客数: 5,600人 主審: 江下毅 副審: 北村友香 |
| #541 | 2008年1月14日 13:08 |                                 |                                       |                                       | 神戸総合運動公園体育館（グリーンアリーナ神戸） 観客数: 5,600人 主審: 江下毅 副審: 北村友香 |

| #542 | 2008年1月14日 15:20 |                           |                                      |                           |                                                                                            |
| #542 | 2008年1月14日 15:20 | JTマーヴェラス （6勝3敗） | 3 - 2 (25-23) (21-25) (22-25) (15-8) | 東レ・アローズ （6勝3敗） | 神戸総合運動公園体育館（グリーンアリーナ神戸） 観客数: 5,600人 主審: 塚本健 副審: 荒木和仁 |
| #542 | 2008年1月14日 15:20 |                           |                                      |                           | 神戸総合運動公園体育館（グリーンアリーナ神戸） 観客数: 5,600人 主審: 塚本健 副審: 荒木和仁 |

| #543 | 2008年1月14日 11:00 |                                   |                               |                            |                                                                                          |
| #543 | 2008年1月14日 11:00 | トヨタ車体クインシーズ （5勝4敗） | 3 - 0 (25-18) (27-25) (25-18) | 日立佐和リヴァーレ （9敗） | 岡山県総合グランド体育館（桃太郎アリーナ） 観客数: 1,108人 主審: 田野敏彦 副審: 小坂宣利 |
| #543 | 2008年1月14日 11:00 |                                   |                               |                            | 岡山県総合グランド体育館（桃太郎アリーナ） 観客数: 1,108人 主審: 田野敏彦 副審: 小坂宣利 |

| #544 | 2008年1月14日 13:00 |                              |                               |                                     |                                                                                            |
| #544 | 2008年1月14日 13:00 | NECレッドロケッツ （5勝4敗） | 0 - 3 (14-25) (19-25) (21-25) | デンソー・エアリービーズ （6勝3敗） | 岡山県総合グランド体育館（桃太郎アリーナ） 観客数: 1,520人 主審: 代居正巳 副審: 千代延靖夫 |
| #544 | 2008年1月14日 13:00 |                              |                               |                                     | 岡山県総合グランド体育館（桃太郎アリーナ） 観客数: 1,520人 主審: 代居正巳 副審: 千代延靖夫 |

| #545 | 2008年1月14日 15:05 |                           |                                       |                           | |
| #545 | 2008年1月14日 15:05 | 武富士バンブー （1勝8敗） | 1 - 3 (26-24) (12-25) (20-25) (29-31) | 岡山シーガルズ （5勝4敗） | 岡山県総合グランド体育館（桃太郎アリーナ） 観客数: 1,840人 主審: 山田道人 副審: グレッグ・ルーオー |
| #545 | 2008年1月14日 15:05 |                           |                                       |                           | 岡山県総合グランド体育館（桃太郎アリーナ） 観客数: 1,840人 主審: 山田道人 副審: グレッグ・ルーオー |

#### 1Legの結果
| 順位 | チーム名                   | 試合数 | 勝数 | 敗数 | 勝率  | 備考           |
| ---- | -------------------------- | ------ | ---- | ---- | ----- | -------------- |
| 1    | 東レ・アローズ             | 9      | 6    | 3    | 0.667 | セット率 2.000 |
| 2    | デンソー・エアリービーズ   | 9      | 6    | 3    | 0.667 | セット率 1.643 |
| 3    | 久光製薬スプリングス       | 9      | 6    | 3    | 0.667 | セット率 1.600 |
| 4    | JTマーヴェラス             | 9      | 6    | 3    | 0.667 | セット率 1.056 |
| 5    | NECレッドロケッツ          | 9      | 5    | 4    | 0.556 | セット率 1.312 |
| 6    | パイオニアレッドウィングス | 9      | 5    | 4    | 0.556 | セット率 1.286 |
| 7    | トヨタ車体クインシーズ     | 9      | 5    | 4    | 0.556 | セット率 1.053 |
| 8    | 岡山シーガルズ             | 9      | 5    | 4    | 0.556 | セット率 0.947 |
| 9    | 武富士バンブー             | 9      | 1    | 8    | 0.111 |                |
| 10   | 日立佐和リヴァーレ         | 9      | 0    | 9    | 0.000 |                |

### 2Leg

#### 1月19日
| #546 | 2008年1月19日 11:03 |                                       |                               |                                 |                                                            |
| #546 | 2008年1月19日 11:03 | パイオニアレッドウィングス （5勝5敗） | 0 - 3 (19-25) (21-25) (24-26) | 久光製薬スプリングス （7勝3敗） | 高鍋町総合体育館 観客数: 3,200人 主審: 冨田満 副審: 塚本健 |
| #546 | 2008年1月19日 11:03 |                                       |                               |                                 | 高鍋町総合体育館 観客数: 3,200人 主審: 冨田満 副審: 塚本健 |

| #547 | 2008年1月19日 13:00 |                           |                                       |                           |                                                                |
| #547 | 2008年1月19日 13:00 | JTマーヴェラス （6勝4敗） | 1 - 3 (20-25) (27-25) (19-25) (23-25) | 東レ・アローズ （7勝3敗） | 高鍋町総合体育館 観客数: 3,300人 主審: 中馬義郎 副審: 小阪芳史 |
| #547 | 2008年1月19日 13:00 |                           |                                       |                           | 高鍋町総合体育館 観客数: 3,300人 主審: 中馬義郎 副審: 小阪芳史 |

| #548 | 2008年1月19日 15:28 |                           |                               |                           |                                                                        |
| #548 | 2008年1月19日 15:28 | 岡山シーガルズ （6勝4敗） | 3 - 0 (25-16) (28-26) (25-17) | 武富士バンブー （1勝9敗） | 高鍋町総合体育館 観客数: 2,300人 主審: 江下毅 副審: グレッグ・ルーオー |
| #548 | 2008年1月19日 15:28 |                           |                               |                           | 高鍋町総合体育館 観客数: 2,300人 主審: 江下毅 副審: グレッグ・ルーオー |

| #549 | 2008年1月19日 14:00 |                                     |                                       |                              |                                                                            |
| #549 | 2008年1月19日 14:00 | デンソー・エアリービーズ （7勝3敗） | 3 - 1 (24-26) (25-19) (25-17) (25-19) | NECレッドロケッツ （5勝5敗） | 都城市高城運動公園総合体育館 観客数: 2,000人 主審: 田野昭彦 副審: 山本晋五 |
| #549 | 2008年1月19日 14:00 |                                     |                                       |                              | 都城市高城運動公園総合体育館 観客数: 2,000人 主審: 田野昭彦 副審: 山本晋五 |

| #550 | 2008年1月19日 16:30 |                                   |                                       |                             |                                                                            |
| #550 | 2008年1月19日 16:30 | トヨタ車体クインシーズ （6勝4敗） | 3 - 1 (25-18) (25-14) (25-27) (28-26) | 日立佐和リヴァーレ （10敗） | 都城市高城運動公園総合体育館 観客数: 2,289人 主審: 冨田博一 副審: 土佐和樹 |
| #550 | 2008年1月19日 16:30 |                                   |                                       |                             | 都城市高城運動公園総合体育館 観客数: 2,289人 主審: 冨田博一 副審: 土佐和樹 |

#### 1月20日
| #551 | 2008年1月20日 11:00 |                                 |                                       |                           |                                                                        |
| #551 | 2008年1月20日 11:00 | 久光製薬スプリングス （8勝3敗） | 3 - 1 (25-13) (28-30) (26-24) (28-26) | JTマーヴェラス （6勝5敗） | 日南総合運動公園多目的体育館 観客数: 3,091人 主審: 塚本健 副審: 冨田満 |
| #551 | 2008年1月20日 11:00 |                                 |                                       |                           | 日南総合運動公園多目的体育館 観客数: 3,091人 主審: 塚本健 副審: 冨田満 |

| #552 | 2008年1月20日 13:28 |                              |                                       |                                       |                                                                                    |
| #552 | 2008年1月20日 13:28 | NECレッドロケッツ （5勝6敗） | 1 - 3 (26-28) (20-25) (25-20) (23-25) | パイオニアレッドウィングス （6勝5敗） | 日南総合運動公園多目的体育館 観客数: 3,561人 主審: グレッグ・ルーオー 副審: 江下毅 |
| #552 | 2008年1月20日 13:28 |                              |                                       |                                       | 日南総合運動公園多目的体育館 観客数: 3,561人 主審: グレッグ・ルーオー 副審: 江下毅 |

| #553 | 2008年1月20日 15:45 |                           |                               |                             |                                                                            |
| #553 | 2008年1月20日 15:45 | 武富士バンブー （2勝9敗） | 3 - 0 (25-17) (25-23) (25-20) | 日立佐和リヴァーレ （11敗） | 日南総合運動公園多目的体育館 観客数: 3,682人 主審: 中馬義郎 副審: 金丸真也 |
| #553 | 2008年1月20日 15:45 |                           |                               |                             | 日南総合運動公園多目的体育館 観客数: 3,682人 主審: 中馬義郎 副審: 金丸真也 |

| #554 | 2008年1月20日 13:00 |                           |                                       |                                     |                                                                |
| #554 | 2008年1月20日 13:00 | 東レ・アローズ （8勝3敗） | 3 - 1 (25-17) (20-25) (25-13) (25-19) | デンソー・エアリービーズ （7勝4敗） | 宮崎市総合体育館 観客数: 1,635人 主審: 田野昭彦 副審: 土佐和樹 |
| #554 | 2008年1月20日 13:00 |                           |                                       |                                     | 宮崎市総合体育館 観客数: 1,635人 主審: 田野昭彦 副審: 土佐和樹 |

| #555 | 2008年1月20日 15:10 |                                   |                                               |                           |                                                                |
| #555 | 2008年1月20日 15:10 | トヨタ車体クインシーズ （7勝4敗） | 3 - 2 (25-19) (22-25) (15-25) (25-21) (15-11) | 岡山シーガルズ （6勝5敗） | 宮崎市総合体育館 観客数: 1,755人 主審: 冨田博一 副審: 山本晋五 |
| #555 | 2008年1月20日 15:10 |                                   |                                               |                           | 宮崎市総合体育館 観客数: 1,755人 主審: 冨田博一 副審: 山本晋五 |

#### 1月26日
| #556 | 2008年1月26日 14:00 |                                   |                                       |                                       |                                                                |
| #556 | 2008年1月26日 14:00 | トヨタ車体クインシーズ （7勝5敗） | 1 - 3 (26-24) (24-26) (32-34) (19-25) | パイオニアレッドウィングス （7勝5敗） | 西尾市総合体育館 観客数: 3,200人 主審: 印藤智一 副審: 明井寿枝 |
| #556 | 2008年1月26日 14:00 |                                   |                                       |                                       | 西尾市総合体育館 観客数: 3,200人 主審: 印藤智一 副審: 明井寿枝 |

| #557 | 2008年1月26日 16:35 |                           |                               |                                     |                                                              |
| #557 | 2008年1月26日 16:35 | JTマーヴェラス （6勝6敗） | 0 - 3 (21-25) (24-26) (22-25) | デンソー・エアリービーズ （8勝4敗） | 西尾市総合体育館 観客数: 3,300人 主審: 大塚達也 副審: 村中伸 |
| #557 | 2008年1月26日 16:35 |                           |                               |                                     | 西尾市総合体育館 観客数: 3,300人 主審: 大塚達也 副審: 村中伸 |

| #558 | 2008年1月26日 11:00 |                                 |                                       |                            |                                                                                    |
| #558 | 2008年1月26日 11:00 | 久光製薬スプリングス （9勝3敗） | 3 - 1 (22-25) (25-23) (25-22) (25-17) | 武富士バンブー （2勝10敗） | 関市総合体育館（わかくさ・プラザ） 観客数: 1,260人 主審: 田中昭彦 副審: 阿部広太郎 |
| #558 | 2008年1月26日 11:00 |                                 |                                       |                            | 関市総合体育館（わかくさ・プラザ） 観客数: 1,260人 主審: 田中昭彦 副審: 阿部広太郎 |

| #559 | 2008年1月26日 15:10 |                             |                                       |                              |                                                                                |
| #559 | 2008年1月26日 15:10 | 日立佐和リヴァーレ （12敗） | 1 - 3 (25-20) (22-25) (23-25) (18-25) | NECレッドロケッツ （6勝6敗） | 関市総合体育館（わかくさ・プラザ） 観客数: 1,908人 主審: 高橋弘二 副審: 辻知幸 |
| #559 | 2008年1月26日 15:10 |                             |                                       |                              | 関市総合体育館（わかくさ・プラザ） 観客数: 1,908人 主審: 高橋弘二 副審: 辻知幸 |

| #560 | 2008年1月26日 13:20 |                           |                               |                           |                                                                                  |
| #560 | 2008年1月26日 13:20 | 東レ・アローズ （9勝3敗） | 3 - 0 (31-29) (25-13) (25-11) | 岡山シーガルズ （6勝6敗） | 関市総合体育館（わかくさ・プラザ） 観客数: 1,760人 主審: 石井洋壮 副審: 北村友香 |
| #560 | 2008年1月26日 13:20 |                           |                               |                           | 関市総合体育館（わかくさ・プラザ） 観客数: 1,760人 主審: 石井洋壮 副審: 北村友香 |

#### 1月27日
| #561 | 2008年1月27日 13:00 |                                   |                                               |                                  |                                                              |
| #561 | 2008年1月27日 13:00 | トヨタ車体クインシーズ （7勝6敗） | 2 - 3 (16-25) (29-27) (15-25) (25-20) (12-15) | 久光製薬スプリングス （10勝3敗） | 西尾市総合体育館 観客数: 3,080人 主審: 大塚達也 副審: 村中伸 |
| #561 | 2008年1月27日 13:00 |                                   |                                               |                                  | 西尾市総合体育館 観客数: 3,080人 主審: 大塚達也 副審: 村中伸 |

| #562 | 2008年1月27日 15:40 |                                     |                               |                                       |                                                                |
| #562 | 2008年1月27日 15:40 | デンソー・エアリービーズ （9勝4敗） | 3 - 0 (25-20) (25-18) (25-13) | パイオニアレッドウィングス （7勝6敗） | 西尾市総合体育館 観客数: 2,970人 主審: 明井寿枝 副審: 印藤智一 |
| #562 | 2008年1月27日 15:40 |                                     |                               |                                       | 西尾市総合体育館 観客数: 2,970人 主審: 明井寿枝 副審: 印藤智一 |

| #563 | 2008年1月27日 13:08 |                           |                                               |                              |                                                                                  |
| #563 | 2008年1月27日 13:08 | JTマーヴェラス （7勝6敗） | 3 - 2 (25-23) (18-25) (25-19) (17-25) (15-12) | NECレッドロケッツ （6勝7敗） | 関市総合体育館（わかくさ・プラザ） 観客数: 2,279人 主審: 北村友香 副審: 石井洋壮 |
| #563 | 2008年1月27日 13:08 |                           |                                               |                              | 関市総合体育館（わかくさ・プラザ） 観客数: 2,279人 主審: 北村友香 副審: 石井洋壮 |

| #564 | 2008年1月27日 10:30 |                            |                       |                            |                                                                                    |
| #564 | 2008年1月27日 10:30 | 東レ・アローズ （10勝3敗） | 3 - 0 (25-23) (25-19) | 武富士バンブー （2勝11敗） | 関市総合体育館（わかくさ・プラザ） 観客数: 1,763人 主審: 阿部広太郎 副審: 高橋弘二 |
| #564 | 2008年1月27日 10:30 |                            |                       |                            | 関市総合体育館（わかくさ・プラザ） 観客数: 1,763人 主審: 阿部広太郎 副審: 高橋弘二 |

| #565 | 2008年1月27日 15:48 |                           |                               |                             |                                                                                  |
| #565 | 2008年1月27日 15:48 | 岡山シーガルズ （7勝6敗） | 3 - 0 (25-17) (25-16) (25-15) | 日立佐和リヴァーレ （13敗） | 関市総合体育館（わかくさ・プラザ） 観客数: 2,488人 主審: 田中昭彦 副審: 新海正和 |
| #565 | 2008年1月27日 15:48 |                           |                               |                             | 関市総合体育館（わかくさ・プラザ） 観客数: 2,488人 主審: 田中昭彦 副審: 新海正和 |

#### 2月2日
| #566 | 2008年2月2日 13:05 |                                       |                               |                             |                                                                            |
| #566 | 2008年2月2日 13:05 | パイオニアレッドウィングス （8勝6敗） | 3 - 0 (25-16) (25-19) (25-16) | 日立佐和リヴァーレ （14敗） | 山形県総合運動公園総合体育館 観客数: 3,280人 主審: 北村友香 副審: 村上成司 |
| #566 | 2008年2月2日 13:05 |                                       |                               |                             | 山形県総合運動公園総合体育館 観客数: 3,280人 主審: 北村友香 副審: 村上成司 |

| #567 | 2008年2月2日 14:00 |                                     |                       |                                  |                                                                           |
| #567 | 2008年2月2日 14:00 | デンソー・エアリービーズ （9勝5敗） | 0 - 3 (21-25) (19-25) | 久光製薬スプリングス （11勝3敗） | 水沢総合体育館（Zアリーナ） 観客数: 1,030人 主審: 田野昭彦 副審: 川地邦宏 |
| #567 | 2008年2月2日 14:00 |                                     |                       |                                  | 水沢総合体育館（Zアリーナ） 観客数: 1,030人 主審: 田野昭彦 副審: 川地邦宏 |

| #568 | 2008年2月2日 16:00 |                                   |                                       |                            |                                                                           |
| #568 | 2008年2月2日 16:00 | トヨタ車体クインシーズ （8勝6敗） | 3 - 1 (19-25) (25-22) (25-16) (25-18) | 武富士バンブー （2勝12敗） | 水沢総合体育館（Zアリーナ） 観客数: 1,060人 主審: 田中昭彦 副審: 明井寿枝 |
| #568 | 2008年2月2日 16:00 |                                   |                                       |                            | 水沢総合体育館（Zアリーナ） 観客数: 1,060人 主審: 田中昭彦 副審: 明井寿枝 |

| #569 | 2008年2月2日 14:00 |                            |                                              |                              |                                                                                  |
| #569 | 2008年2月2日 14:00 | 東レ・アローズ （11勝3敗） | 3 - 2 (23-25) (25-19) (25-21) (23-25) (15-8) | NECレッドロケッツ （6勝8敗） | 一関市総合体育館（ユードーム） 観客数: 3,623人 主審: 阿部広太郎 副審: 佐々木泰幸 |
| #569 | 2008年2月2日 14:00 |                            |                                              |                              | 一関市総合体育館（ユードーム） 観客数: 3,623人 主審: 阿部広太郎 副審: 佐々木泰幸 |

| #570 | 2008年2月2日 16:40 |                           |                                       |                           |                                                                            |
| #570 | 2008年2月2日 16:40 | 岡山シーガルズ （7勝7敗） | 1 - 3 (15-25) (25-23) (22-25) (25-27) | JTマーヴェラス （8勝6敗） | 一関市総合体育館（ユードーム） 観客数: 3,811人 主審: 冨田満 副審: 山本和良 |
| #570 | 2008年2月2日 16:40 |                           |                                       |                           | 一関市総合体育館（ユードーム） 観客数: 3,811人 主審: 冨田満 副審: 山本和良 |

#### 2月3日
| #571 | 2008年2月3日 15:50 |                            |                               |                             |                                                                              |
| #571 | 2008年2月3日 15:50 | 東レ・アローズ （12勝3敗） | 3 - 0 (25-14) (25-15) (25-16) | 日立佐和リヴァーレ （15敗） | 山形県総合運動公園総合体育館 観客数: 3,880人 主審: 阿部広太郎 副審: 石井正宏 |
| #571 | 2008年2月3日 15:50 |                            |                               |                             | 山形県総合運動公園総合体育館 観客数: 3,880人 主審: 阿部広太郎 副審: 石井正宏 |

| #572 | 2008年2月3日 13:05 |                                       |                                               |                           |                                                                            |
| #572 | 2008年2月3日 13:05 | パイオニアレッドウィングス （8勝7敗） | 2 - 3 (23-25) (22-25) (25-19) (25-21) (14-16) | 岡山シーガルズ （8勝7敗） | 山形県総合運動公園総合体育館 観客数: 5,780人 主審: 村上成司 副審: 北村友香 |
| #572 | 2008年2月3日 13:05 |                                       |                                               |                           | 山形県総合運動公園総合体育館 観客数: 5,780人 主審: 村上成司 副審: 北村友香 |

| #573 | 2008年2月3日 13:00 |                              |                                               |                                  |                                                                           |
| #573 | 2008年2月3日 13:00 | NECレッドロケッツ （7勝8敗） | 3 - 2 (25-21) (16-25) (28-26) (17-25) (15-12) | 久光製薬スプリングス （11勝4敗） | 水沢総合体育館（Zアリーナ） 観客数: 3,150人 主審: 明井寿枝 副審: 田野昭彦 |
| #573 | 2008年2月3日 13:00 |                              |                                               |                                  | 水沢総合体育館（Zアリーナ） 観客数: 3,150人 主審: 明井寿枝 副審: 田野昭彦 |

| #574 | 2008年2月3日 15:40 |                           |                               |                            |                                                                           |
| #574 | 2008年2月3日 15:40 | JTマーヴェラス （8勝7敗） | 0 - 3 (18-25) (15-25) (23-25) | 武富士バンブー （3勝12敗） | 水沢総合体育館（Zアリーナ） 観客数: 3,220人 主審: 田中昭彦 副審: 川地邦宏 |
| #574 | 2008年2月3日 15:40 |                           |                               |                            | 水沢総合体育館（Zアリーナ） 観客数: 3,220人 主審: 田中昭彦 副審: 川地邦宏 |

| #575 | 2008年2月3日 13:00 |                                   |                               |                                      |                                                                            |
| #575 | 2008年2月3日 13:00 | トヨタ車体クインシーズ （8勝7敗） | 0 - 3 (21-25) (18-25) (17-25) | デンソー・エアリービーズ （10勝5敗） | 一関市総合体育館（ユードーム） 観客数: 1,228人 主審: 山本和良 副審: 冨田満 |
| #575 | 2008年2月3日 13:00 |                                   |                               |                                      | 一関市総合体育館（ユードーム） 観客数: 1,228人 主審: 山本和良 副審: 冨田満 |

#### 2月9日
| #576 | 2008年2月9日 11:00 |                            |                                       |                              |                                                                                    |
| #576 | 2008年2月9日 11:00 | 武富士バンブー （4勝12敗） | 3 - 1 (25-18) (16-25) (25-20) (28-26) | NECレッドロケッツ （7勝9敗） | 松山市総合コミュニティセンター体育館 観客数: 2,600人 主審: 田野敏彦 副審: 田代英明 |
| #576 | 2008年2月9日 11:00 |                            |                                       |                              | 松山市総合コミュニティセンター体育館 観客数: 2,600人 主審: 田野敏彦 副審: 田代英明 |

| #577 | 2008年2月9日 15:30 |                           |                               |                                  |                                                                                      |
| #577 | 2008年2月9日 15:30 | 岡山シーガルズ （9勝7敗） | 3 - 0 (25-17) (25-19) (25-20) | 久光製薬スプリングス （11勝5敗） | 松山市総合コミュニティセンター体育館 観客数: 2,700人 主審: 山田道人 副審: 安藤晋一郎 |
| #577 | 2008年2月9日 15:30 |                           |                               |                                  | 松山市総合コミュニティセンター体育館 観客数: 2,700人 主審: 山田道人 副審: 安藤晋一郎 |

| #578 | 2008年2月9日 13:26 |                                       |                       |                            |                                                                                    |
| #578 | 2008年2月9日 13:26 | パイオニアレッドウィングス （8勝8敗） | 0 - 3 (25-27) (18-25) | 東レ・アローズ （13勝3敗） | 松山市総合コミュニティセンター体育館 観客数: 2,700人 主審: 中馬義郎 副審: 志波大介 |
| #578 | 2008年2月9日 13:26 |                                       |                       |                            | 松山市総合コミュニティセンター体育館 観客数: 2,700人 主審: 中馬義郎 副審: 志波大介 |

| #579 | 2008年2月9日 14:00 |                           |                               |                                   |                                                                                |
| #579 | 2008年2月9日 14:00 | JTマーヴェラス （9勝7敗） | 3 - 0 (25-20) (25-19) (25-22) | トヨタ車体クインシーズ （8勝8敗） | 呉市総合体育館（オークアリーナ） 観客数: 1,016人 主審: 冨田博一 副審: 横山寿一 |
| #579 | 2008年2月9日 14:00 |                           |                               |                                   | 呉市総合体育館（オークアリーナ） 観客数: 1,016人 主審: 冨田博一 副審: 横山寿一 |

| #580 | 2008年2月9日 16:00 |                             |                               |                                      |                                                                              |
| #580 | 2008年2月9日 16:00 | 日立佐和リヴァーレ （16敗） | 0 - 3 (22-25) (18-25) (16-25) | デンソー・エアリービーズ （11勝5敗） | 呉市総合体育館（オークアリーナ） 観客数: 916人 主審: 三見洋子 副審: 石井洋壮 |
| #580 | 2008年2月9日 16:00 |                             |                               |                                      | 呉市総合体育館（オークアリーナ） 観客数: 916人 主審: 三見洋子 副審: 石井洋壮 |

#### 2月10日
| #581 | 2008年2月10日 13:10 |                                       |                                       |                            |                                                                                    |
| #581 | 2008年2月10日 13:10 | パイオニアレッドウィングス （9勝8敗） | 3 - 1 (25-17) (25-22) (20-25) (25-17) | 武富士バンブー （4勝13敗） | 松山市総合コミュニティセンター体育館 観客数: 2,200人 主審: 中馬義郎 副審: 田代英明 |
| #581 | 2008年2月10日 13:10 |                                       |                                       |                            | 松山市総合コミュニティセンター体育館 観客数: 2,200人 主審: 中馬義郎 副審: 田代英明 |

| #582 | 2008年2月10日 15:37 |                            |                                       |                                  |                                                                                    |
| #582 | 2008年2月10日 15:37 | 東レ・アローズ （13勝4敗） | 1 - 3 (25-20) (23-25) (17-25) (22-25) | 久光製薬スプリングス （12勝5敗） | 松山市総合コミュニティセンター体育館 観客数: 2,200人 主審: 田野敏彦 副審: 山田道人 |
| #582 | 2008年2月10日 15:37 |                            |                                       |                                  | 松山市総合コミュニティセンター体育館 観客数: 2,200人 主審: 田野敏彦 副審: 山田道人 |

| #583 | 2008年2月10日 11:00 |                               |                                               |                                   |                                                                                |
| #583 | 2008年2月10日 11:00 | NECレッドロケッツ （7勝10敗） | 2 - 3 (26-24) (25-20) (20-25) (23-25) (10-15) | トヨタ車体クインシーズ （9勝8敗） | 呉市総合体育館（オークアリーナ） 観客数: 1,878人 主審: 石井洋壮 副審: 飯田一明 |
| #583 | 2008年2月10日 11:00 |                               |                                               |                                   | 呉市総合体育館（オークアリーナ） 観客数: 1,878人 主審: 石井洋壮 副審: 飯田一明 |

| #584 | 2008年2月10日 15:35 |                           |                               |                                      |                                                                                |
| #584 | 2008年2月10日 15:35 | 岡山シーガルズ （9勝8敗） | 0 - 3 (22-25) (20-25) (19-25) | デンソー・エアリービーズ （12勝5敗） | 呉市総合体育館（オークアリーナ） 観客数: 2,071人 主審: 三見洋子 副審: 横山寿一 |
| #584 | 2008年2月10日 15:35 |                           |                               |                                      | 呉市総合体育館（オークアリーナ） 観客数: 2,071人 主審: 三見洋子 副審: 横山寿一 |

| #585 | 2008年2月10日 13:40 |                             |                               |                            |                                                                                |
| #585 | 2008年2月10日 13:40 | 日立佐和リヴァーレ （17敗） | 0 - 3 (20-25) (21-25) (22-25) | JTマーヴェラス （10勝7敗） | 呉市総合体育館（オークアリーナ） 観客数: 2,284人 主審: 冨田博一 副審: 種元桂子 |
| #585 | 2008年2月10日 13:40 |                             |                               |                            | 呉市総合体育館（オークアリーナ） 観客数: 2,284人 主審: 冨田博一 副審: 種元桂子 |

#### 2月16日
| #586 | 2008年2月16日 13:05 |                            |                                               |                                        |                                                            |
| #586 | 2008年2月16日 13:05 | JTマーヴェラス （10勝8敗） | 2 - 3 (22-25) (25-22) (23-25) (25-18) (12-15) | パイオニアレッドウィングス （10勝8敗） | 滋賀県立体育館 観客数: 1,800人 主審: 村上成司 副審: 左近悟 |
| #586 | 2008年2月16日 13:05 |                            |                                               |                                        | 滋賀県立体育館 観客数: 1,800人 主審: 村上成司 副審: 左近悟 |

| #587 | 2008年2月16日 15:42 |                                   |                                       |                            |                                                              |
| #587 | 2008年2月16日 15:42 | トヨタ車体クインシーズ （9勝9敗） | 1 - 3 (25-21) (18-25) (22-25) (21-25) | 東レ・アローズ （14勝4敗） | 滋賀県立体育館 観客数: 3,070人 主審: 田野敏彦 副審: 大塚春夫 |
| #587 | 2008年2月16日 15:42 |                                   |                                       |                            | 滋賀県立体育館 観客数: 3,070人 主審: 田野敏彦 副審: 大塚春夫 |

| #588 | 2008年2月16日 14:00 |                                      |                                               |                            |                                                                      |
| #588 | 2008年2月16日 14:00 | デンソー・エアリービーズ （12勝6敗） | 2 - 3 (25-19) (19-25) (25-19) (22-25) (12-15) | 武富士バンブー （5勝13敗） | 川崎市とどろきアリーナ 観客数: 1,500人 主審: 小野将人 副審: 田代英明 |
| #588 | 2008年2月16日 14:00 |                                      |                                               |                            | 川崎市とどろきアリーナ 観客数: 1,500人 主審: 小野将人 副審: 田代英明 |

| #589 | 2008年2月16日 16:57 |                               |                                       |                            |                                                                    |
| #589 | 2008年2月16日 16:57 | NECレッドロケッツ （7勝11敗） | 1 - 3 (14-25) (18-25) (25-18) (18-25) | 岡山シーガルズ （10勝8敗） | 川崎市とどろきアリーナ 観客数: 2,200人 主審: 勝又正 副審: 土佐和樹 |
| #589 | 2008年2月16日 16:57 |                               |                                       |                            | 川崎市とどろきアリーナ 観客数: 2,200人 主審: 勝又正 副審: 土佐和樹 |

| #590 | 2008年2月16日 13:00 |                                  |                                       |                             |                                                                                |
| #590 | 2008年2月16日 13:00 | 久光製薬スプリングス （13勝5敗） | 3 - 1 (25-21) (21-25) (25-21) (25-15) | 日立佐和リヴァーレ （18敗） | ひたちなか市総合運動公園総合体育館 観客数: 2,543人 主審: 北村友香 副審: 冨田満 |
| #590 | 2008年2月16日 13:00 |                                  |                                       |                             | ひたちなか市総合運動公園総合体育館 観客数: 2,543人 主審: 北村友香 副審: 冨田満 |

#### 2Legの結果
| 順位 | チーム名                   | 試合数 | 勝数 | 敗数 | 勝率  | 備考           |
| ---- | -------------------------- | ------ | ---- | ---- | ----- | -------------- |
| 1    | 東レ・アローズ             | 9      | 8    | 1    | 0.889 |                |
| 2    | 久光製薬スプリングス       | 9      | 7    | 2    | 0.778 |                |
| 3    | デンソー・エアリービーズ   | 9      | 6    | 3    | 0.667 |                |
| 4    | 岡山シーガルズ             | 9      | 5    | 4    | 0.556 | セット率 1.200 |
| 5    | パイオニアレッドウィングス | 9      | 5    | 4    | 0.556 | セット率 1.000 |
| 6    | JTマーヴェラス             | 9      | 4    | 5    | 0.444 | セット率 0.889 |
| 7    | 武富士バンブー             | 9      | 4    | 5    | 0.444 | セット率 0.833 |
| 8    | トヨタ車体クインシーズ     | 9      | 4    | 5    | 0.444 | セット率 0.762 |
| 9    | NECレッドロケッツ          | 9      | 2    | 7    | 0.222 |                |
| 10   | 日立佐和リヴァーレ         | 9      | 0    | 9    | 0.000 |                |

### 3Leg

#### 2月17日
| #591 | 2008年2月17日 13:08 |                            |                                               |                                    |                                                            |
| #591 | 2008年2月17日 13:08 | JTマーヴェラス （10勝9敗） | 2 - 3 (25-20) (21-25) (25-23) (22-25) (13-15) | トヨタ車体クインシーズ （10勝9敗） | 滋賀県立体育館 観客数: 2,000人 主審: 村上成司 副審: 左近悟 |
| #591 | 2008年2月17日 13:08 |                            |                                               |                                    | 滋賀県立体育館 観客数: 2,000人 主審: 村上成司 副審: 左近悟 |

| #592 | 2008年2月17日 15:53 |                            |                              |                                        |                                                              |
| #592 | 2008年2月17日 15:53 | 東レ・アローズ （15勝4敗） | 3 - 0 (25-15) (25-8) (25-15) | パイオニアレッドウィングス （10勝9敗） | 滋賀県立体育館 観客数: 3,300人 主審: 田野敏彦 副審: 大塚春夫 |
| #592 | 2008年2月17日 15:53 |                            |                              |                                        | 滋賀県立体育館 観客数: 3,300人 主審: 田野敏彦 副審: 大塚春夫 |

| #593 | 2008年2月17日 13:00 |                                  |                                       |                            |                                                                  |
| #593 | 2008年2月17日 13:00 | 久光製薬スプリングス （13勝6敗） | 1 - 3 (21-25) (20-25) (25-20) (16-25) | 岡山シーガルズ （11勝8敗） | 川崎市とどろきアリーナ 観客数: 1,900人 主審: 勝又正 副審: 澤達大 |
| #593 | 2008年2月17日 13:00 |                                  |                                       |                            | 川崎市とどろきアリーナ 観客数: 1,900人 主審: 勝又正 副審: 澤達大 |

| #594 | 2008年2月17日 15:30 |                            |                       |                               |                                                                      |
| #594 | 2008年2月17日 15:30 | 武富士バンブー （5勝14敗） | 0 - 3 (11-25) (23-25) | NECレッドロケッツ （8勝11敗） | 川崎市とどろきアリーナ 観客数: 3,060人 主審: 小野将人 副審: 田代英明 |
| #594 | 2008年2月17日 15:30 |                            |                       |                               | 川崎市とどろきアリーナ 観客数: 3,060人 主審: 小野将人 副審: 田代英明 |

| #595 | 2008年2月17日 13:00 |                                      |                               |                             |                                                                          |
| #595 | 2008年2月17日 13:00 | デンソー・エアリービーズ （13勝6敗） | 3 - 0 (25-20) (25-14) (25-17) | 日立佐和リヴァーレ （19敗） | 常陸大宮市西部総合公園体育館 観客数: 1,500人 主審: 北村友香 副審: 冨田満 |
| #595 | 2008年2月17日 13:00 |                                      |                               |                             | 常陸大宮市西部総合公園体育館 観客数: 1,500人 主審: 北村友香 副審: 冨田満 |

#### 2月23日
| #596 | 2008年2月23日 14:03 |                                  |                                       |                             |                                                                |
| #596 | 2008年2月23日 14:03 | 久光製薬スプリングス （14勝6敗） | 3 - 1 (25-21) (25-20) (20-25) (25-17) | 日立佐和リヴァーレ （20敗） | 佐賀県総合体育館 観客数: 1,934人 主審: 田野敏彦 副審: 溝口正勝 |
| #596 | 2008年2月23日 14:03 |                                  |                                       |                             | 佐賀県総合体育館 観客数: 1,934人 主審: 田野敏彦 副審: 溝口正勝 |

| #597 | 2008年2月23日 14:00 |                            |                                              |                                      |                                                                              |
| #597 | 2008年2月23日 14:00 | 武富士バンブー （5勝15敗） | 2 - 3 (25-18) (25-11) (11-25) (18-25) (9-15) | デンソー・エアリービーズ （14勝6敗） | 久留米市総合スポーツセンター体育館 観客数: 2,800人 主審: 江下毅 副審: 塚本健 |
| #597 | 2008年2月23日 14:00 |                            |                                              |                                      | 久留米市総合スポーツセンター体育館 観客数: 2,800人 主審: 江下毅 副審: 塚本健 |

| #598 | 2008年2月23日 16:31 |                                         |                                               |                            |                                                                                            |
| #598 | 2008年2月23日 16:31 | パイオニアレッドウィングス （10勝10敗） | 2 - 3 (24-26) (26-24) (19-25) (25-17) (13-15) | JTマーヴェラス （11勝9敗） | 久留米市総合スポーツセンター体育館 観客数: 2,800人 主審: グレッグ・ルーオー 副審: 中馬義郎 |
| #598 | 2008年2月23日 16:31 |                                         |                                               |                            | 久留米市総合スポーツセンター体育館 観客数: 2,800人 主審: グレッグ・ルーオー 副審: 中馬義郎 |

| #599 | 2008年2月23日 14:00 |                               |                                              |                            |                                                            |
| #599 | 2008年2月23日 14:00 | NECレッドロケッツ （9勝11敗） | 3 - 2 (22-25) (17-25) (25-18) (25-22) (15-9) | 岡山シーガルズ （11勝9敗） | 直方市体育館 観客数: 2,300人 主審: 石井洋壮 副審: 松永佳幸 |
| #599 | 2008年2月23日 14:00 |                               |                                              |                            | 直方市体育館 観客数: 2,300人 主審: 石井洋壮 副審: 松永佳幸 |

| #600 | 2008年2月23日 16:45 |                                     |                                       |                            |                                                          |
| #600 | 2008年2月23日 16:45 | トヨタ車体クインシーズ （10勝10敗） | 1 - 3 (16-25) (24-26) (25-21) (22-25) | 東レ・アローズ （16勝4敗） | 直方市体育館 観客数: 2,300人 主審: 冨田満 副審: 須藤義宏 |
| #600 | 2008年2月23日 16:45 |                                     |                                       |                            | 直方市体育館 観客数: 2,300人 主審: 冨田満 副審: 須藤義宏 |

#### 2月24日
| #601 | 2008年2月24日 13:00 |                                  |                                               |                            |                                                                |
| #601 | 2008年2月24日 13:00 | 久光製薬スプリングス （15勝6敗） | 3 - 2 (23-25) (25-18) (15-25) (25-23) (15-12) | 武富士バンブー （5勝16敗） | 佐賀県総合体育館 観客数: 2,260人 主審: 田野敏彦 副審: 瀬戸隆英 |
| #601 | 2008年2月24日 13:00 |                                  |                                               |                            | 佐賀県総合体育館 観客数: 2,260人 主審: 田野敏彦 副審: 瀬戸隆英 |

| #602 | 2008年2月24日 13:00 |                             |                               |                                      |                                                              |
| #602 | 2008年2月24日 13:00 | JTマーヴェラス （11勝10敗） | 0 - 3 (23-25) (13-25) (21-25) | デンソー・エアリービーズ （15勝6敗） | 北九州市立体育館 観客数: 5,500人 主審: 冨田満 副審: 須藤義宏 |
| #602 | 2008年2月24日 13:00 |                             |                               |                                      | 北九州市立体育館 観客数: 5,500人 主審: 冨田満 副審: 須藤義宏 |

| #603 | 2008年2月24日 14:55 |                             |                                       |                            |                                                                |
| #603 | 2008年2月24日 14:55 | 岡山シーガルズ （11勝10敗） | 1 - 3 (20-25) (23-25) (25-15) (12-25) | 東レ・アローズ （17勝4敗） | 北九州市立体育館 観客数: 5,400人 主審: 石井洋壮 副審: 松永佳幸 |
| #603 | 2008年2月24日 14:55 |                             |                                       |                            | 北九州市立体育館 観客数: 5,400人 主審: 石井洋壮 副審: 松永佳幸 |

| #604 | 2008年2月24日 13:00 |                                         |                                              |                                     |                                                                        |
| #604 | 2008年2月24日 13:00 | パイオニアレッドウィングス （11勝10敗） | 3 - 2 (17-25) (21-25) (25-23) (25-21) (15-7) | トヨタ車体クインシーズ （10勝11敗） | 大牟田市民体育館 観客数: 2,979人 主審: 塚本健 副審: グレッグ・ルーオー |
| #604 | 2008年2月24日 13:00 |                                         |                                              |                                     | 大牟田市民体育館 観客数: 2,979人 主審: 塚本健 副審: グレッグ・ルーオー |

| #605 | 2008年2月24日 15:40 |                                |                                       |                             |                                                              |
| #605 | 2008年2月24日 15:40 | NECレッドロケッツ （10勝11敗） | 3 - 1 (25-15) (25-18) (22-25) (25-19) | 日立佐和リヴァーレ （21敗） | 大牟田市民体育館 観客数: 2,979人 主審: 中馬義郎 副審: 江下毅 |
| #605 | 2008年2月24日 15:40 |                                |                                       |                             | 大牟田市民体育館 観客数: 2,979人 主審: 中馬義郎 副審: 江下毅 |

#### 3月1日
| #606 | 2008年3月1日 14:05 |                                |                                               |                             |                                                        |
| #606 | 2008年3月1日 14:05 | NECレッドロケッツ （11勝11敗） | 3 - 2 (19-25) (25-21) (25-23) (16-25) (15-12) | JTマーヴェラス （11勝11敗） | 東京体育館 観客数: 5,300人 主審: 塚本健 副審: 印藤智一 |
| #606 | 2008年3月1日 14:05 |                                |                                               |                             | 東京体育館 観客数: 5,300人 主審: 塚本健 副審: 印藤智一 |

| #607 | 2008年3月1日 13:05 |                                      |                                       |                                         |                                                              |
| #607 | 2008年3月1日 13:05 | デンソー・エアリービーズ （16勝6敗） | 3 - 1 (22-25) (25-21) (25-16) (25-20) | パイオニアレッドウィングス （11勝11敗） | 所沢市民体育館 観客数: 2,800人 主審: 大塚達也 副審: 長島秀人 |
| #607 | 2008年3月1日 13:05 |                                      |                                       |                                         | 所沢市民体育館 観客数: 2,800人 主審: 大塚達也 副審: 長島秀人 |

| #608 | 2008年3月1日 15:25 |                            |                                       |                            |                                                            |
| #608 | 2008年3月1日 15:25 | 武富士バンブー （5勝17敗） | 1 - 3 (22-25) (25-19) (20-25) (14-25) | 東レ・アローズ （18勝4敗） | 所沢市民体育館 観客数: 2,650人 主審: 冨田満 副審: 小林朝実 |
| #608 | 2008年3月1日 15:25 |                            |                                       |                            | 所沢市民体育館 観客数: 2,650人 主審: 冨田満 副審: 小林朝実 |

| #609 | 2008年3月1日 14:00 |                                  |                                       |                                     |                                                                                            |
| #609 | 2008年3月1日 14:00 | 久光製薬スプリングス （16勝6敗） | 3 - 1 (25-23) (23-25) (25-23) (25-19) | トヨタ車体クインシーズ （10勝12敗） | 群馬県総合スポーツセンター（ぐんまアリーナ） 観客数: 2,002人 主審: 田野昭彦 副審: 三見洋子 |
| #609 | 2008年3月1日 14:00 |                                  |                                       |                                     | 群馬県総合スポーツセンター（ぐんまアリーナ） 観客数: 2,002人 主審: 田野昭彦 副審: 三見洋子 |

| #610 | 2008年3月1日 16:25 |                             |                               |                             |                                                                                            |
| #610 | 2008年3月1日 16:25 | 日立佐和リヴァーレ （22敗） | 0 - 3 (22-25) (25-27) (22-25) | 岡山シーガルズ （12勝10敗） | 群馬県総合スポーツセンター（ぐんまアリーナ） 観客数: 2,002人 主審: 田野敏彦 副審: 福本丈啓 |
| #610 | 2008年3月1日 16:25 |                             |                               |                             | 群馬県総合スポーツセンター（ぐんまアリーナ） 観客数: 2,002人 主審: 田野敏彦 副審: 福本丈啓 |

#### 3月2日
| #611 | 2008年3月2日 13:10 |                                |                                       |                                  |                                                        |
| #611 | 2008年3月2日 13:10 | NECレッドロケッツ （11勝12敗） | 1 - 3 (22-25) (25-20) (20-25) (15-25) | 久光製薬スプリングス （17勝6敗） | 東京体育館 観客数: 3,800人 主審: 印藤智一 副審: 塚本健 |
| #611 | 2008年3月2日 13:10 |                                |                                       |                                  | 東京体育館 観客数: 3,800人 主審: 印藤智一 副審: 塚本健 |

| #612 | 2008年3月2日 13:00 |                            |                               |                             |                                                            |
| #612 | 2008年3月2日 13:00 | 武富士バンブー （6勝17敗） | 3 - 0 (25-22) (25-19) (25-17) | JTマーヴェラス （11勝12敗） | 所沢市民体育館 観客数: 2,003人 主審: 小林朝実 副審: 冨田満 |
| #612 | 2008年3月2日 13:00 |                            |                               |                             | 所沢市民体育館 観客数: 2,003人 主審: 小林朝実 副審: 冨田満 |

| #613 | 2008年3月2日 15:00 |                             |                                               |                                         |                                                              |
| #613 | 2008年3月2日 15:00 | 岡山シーガルズ （12勝11敗） | 2 - 3 (25-23) (23-25) (13-25) (25-17) (11-15) | パイオニアレッドウィングス （12勝11敗） | 所沢市民体育館 観客数: 2,350人 主審: 大塚達也 副審: 浅井唯由 |
| #613 | 2008年3月2日 15:00 |                             |                                               |                                         | 所沢市民体育館 観客数: 2,350人 主審: 大塚達也 副審: 浅井唯由 |

| #614 | 2008年3月2日 13:00 |                            |                               |                             |                                                                                    |
| #614 | 2008年3月2日 13:00 | 東レ・アローズ （19勝4敗） | 3 - 0 (25-15) (25-19) (25-22) | 日立佐和リヴァーレ （23敗） | 鹿沼総合体育館（フォレストアリーナ） 観客数: 3,066人 主審: 三見洋子 副審: 田野敏彦 |
| #614 | 2008年3月2日 13:00 |                            |                               |                             | 鹿沼総合体育館（フォレストアリーナ） 観客数: 3,066人 主審: 三見洋子 副審: 田野敏彦 |

| #615 | 2008年3月2日 15:00 |                                      |                       |                                     |                                                                                    |
| #615 | 2008年3月2日 15:00 | デンソー・エアリービーズ （17勝6敗） | 3 - 0 (25-21) (25-14) | トヨタ車体クインシーズ （10勝13敗） | 鹿沼総合体育館（フォレストアリーナ） 観客数: 3,066人 主審: 田野昭彦 副審: 河井正男 |
| #615 | 2008年3月2日 15:00 |                                      |                       |                                     | 鹿沼総合体育館（フォレストアリーナ） 観客数: 3,066人 主審: 田野昭彦 副審: 河井正男 |

#### 3月8日
| #616 | 2008年3月8日 14:00 |                             |                                       |                                     |                                                                                          |
| #616 | 2008年3月8日 14:00 | 岡山シーガルズ （13勝11敗） | 3 - 1 (25-20) (24-26) (25-22) (27-25) | トヨタ車体クインシーズ （10勝14敗） | 岡山県総合グランド体育館（桃太郎アリーナ） 観客数: 1,250人 主審: 田野昭彦 副審: 明井寿枝 |
| #616 | 2008年3月8日 14:00 |                             |                                       |                                     | 岡山県総合グランド体育館（桃太郎アリーナ） 観客数: 1,250人 主審: 田野昭彦 副審: 明井寿枝 |

| #617 | 2008年3月8日 16:35 |                            |                                       |                                      |                                                                                            |
| #617 | 2008年3月8日 16:35 | 東レ・アローズ （20勝4敗） | 3 - 1 (25-19) (23-25) (26-24) (25-21) | デンソー・エアリービーズ （17勝7敗） | 岡山県総合グランド体育館（桃太郎アリーナ） 観客数: 1,450人 主審: 村上成司 副審: 千代延靖夫 |
| #617 | 2008年3月8日 16:35 |                            |                                       |                                      | 岡山県総合グランド体育館（桃太郎アリーナ） 観客数: 1,450人 主審: 村上成司 副審: 千代延靖夫 |

| #618 | 2008年3月8日 11:05 |                             |                                              |                                  |                                                                                          |
| #618 | 2008年3月8日 11:05 | JTマーヴェラス （11勝13敗） | 2 - 3 (19-25) (22-25) (25-22) (25-18) (8-15) | 久光製薬スプリングス （18勝6敗） | 広島県立総合体育館（広島グリーンアリーナ） 観客数: 3,710人 主審: 小林朝実 副審: 冨田博一 |
| #618 | 2008年3月8日 11:05 |                             |                                              |                                  | 広島県立総合体育館（広島グリーンアリーナ） 観客数: 3,710人 主審: 小林朝実 副審: 冨田博一 |

| #619 | 2008年3月8日 16:20 |                                         |                               |                                |                                                                    |
| #619 | 2008年3月8日 16:20 | パイオニアレッドウィングス （12勝12敗） | 1 - 3 (25-19) (20-25) (22-25) | NECレッドロケッツ （12勝12敗） | 宇部市俵田翁記念体育館 観客数: 2,580人 主審: 勝又正 副審: 北村友香 |
| #619 | 2008年3月8日 16:20 |                                         |                               |                                | 宇部市俵田翁記念体育館 観客数: 2,580人 主審: 勝又正 副審: 北村友香 |

| #620 | 2008年3月8日 14:00 |                             |                                       |                            |                                                                      |
| #620 | 2008年3月8日 14:00 | 日立佐和リヴァーレ （24敗） | 1 - 3 (17-25) (18-25) (25-21) (23-25) | 武富士バンブー （7勝17敗） | 宇部市俵田翁記念体育館 観客数: 2,500人 主審: 山本和良 副審: 有馬浩一 |
| #620 | 2008年3月8日 14:00 |                             |                                       |                            | 宇部市俵田翁記念体育館 観客数: 2,500人 主審: 山本和良 副審: 有馬浩一 |

#### 3月9日
| #621 | 2008年3月9日 13:00 |                                  |                               |                            |                                                                                            |
| #621 | 2008年3月9日 13:00 | 久光製薬スプリングス （18勝7敗） | 0 - 3 (15-25) (16-25) (21-25) | 東レ・アローズ （21勝4敗） | 岡山県総合グランド体育館（桃太郎アリーナ） 観客数: 1,800人 主審: 村上成司 副審: 千代延靖夫 |
| #621 | 2008年3月9日 13:00 |                                  |                               |                            | 岡山県総合グランド体育館（桃太郎アリーナ） 観客数: 1,800人 主審: 村上成司 副審: 千代延靖夫 |

| #622 | 2008年3月9日 15:00 |                             |                                       |                                      |                                                                                          |
| #622 | 2008年3月9日 15:00 | 岡山シーガルズ （13勝12敗） | 1 - 3 (20-25) (25-22) (19-25) (23-25) | デンソー・エアリービーズ （18勝7敗） | 岡山県総合グランド体育館（桃太郎アリーナ） 観客数: 2,180人 主審: 明井寿枝 副審: 田野昭彦 |
| #622 | 2008年3月9日 15:00 |                             |                                       |                                      | 岡山県総合グランド体育館（桃太郎アリーナ） 観客数: 2,180人 主審: 明井寿枝 副審: 田野昭彦 |

| #623 | 2008年3月9日 10:30 |                             |                               |                             |                                                                                          |
| #623 | 2008年3月9日 10:30 | JTマーヴェラス （12勝13敗） | 3 - 0 (25-21) (25-20) (25-19) | 日立佐和リヴァーレ （25敗） | 広島県立総合体育館（広島グリーンアリーナ） 観客数: 3,470人 主審: 小林朝実 副審: 横山寿一 |
| #623 | 2008年3月9日 10:30 |                             |                               |                             | 広島県立総合体育館（広島グリーンアリーナ） 観客数: 3,470人 主審: 小林朝実 副審: 横山寿一 |

| #624 | 2008年3月9日 13:00 |                            |                                               |                                         |                                                                          |
| #624 | 2008年3月9日 13:00 | 武富士バンブー （7勝18敗） | 2 - 3 (25-19) (16-25) (25-23) (23-25) (11-15) | パイオニアレッドウィングス （13勝12敗） | 山口県スポーツ文化センター 観客数: 2,700人 主審: 山本和良 副審: 有馬浩一 |
| #624 | 2008年3月9日 13:00 |                            |                                               |                                         | 山口県スポーツ文化センター 観客数: 2,700人 主審: 山本和良 副審: 有馬浩一 |

| #625 | 2008年3月9日 15:42 |                                |                                       |                                     |                                                                        |
| #625 | 2008年3月9日 15:42 | NECレッドロケッツ （13勝12敗） | 3 - 1 (27-25) (20-25) (25-18) (25-13) | トヨタ車体クインシーズ （10勝15敗） | 山口県スポーツ文化センター 観客数: 2,800人 主審: 北村友香 副審: 勝又正 |
| #625 | 2008年3月9日 15:42 |                                |                                       |                                     | 山口県スポーツ文化センター 観客数: 2,800人 主審: 北村友香 副審: 勝又正 |

#### 3月15日
| #626 | 2008年3月15日 11:05 |                            |                                       |                             |                                                                                        |
| #626 | 2008年3月15日 11:05 | 武富士バンブー （8勝18敗） | 3 - 1 (25-21) (18-25) (25-20) (25-18) | 岡山シーガルズ （13勝13敗） | 魚津テクノスポーツドーム（ありそドーム） 観客数: 2,010人 主審: 小柴滋 副審: 五十里勘司 |
| #626 | 2008年3月15日 11:05 |                            |                                       |                             | 魚津テクノスポーツドーム（ありそドーム） 観客数: 2,010人 主審: 小柴滋 副審: 五十里勘司 |

| #627 | 2008年3月15日 13:26 |                                     |                               |                             |                                                                                        |
| #627 | 2008年3月15日 13:26 | トヨタ車体クインシーズ （11勝15敗） | 3 - 0 (25-17) (25-22) (25-16) | 日立佐和リヴァーレ （26敗） | 魚津テクノスポーツドーム（ありそドーム） 観客数: 2,320人 主審: 三見洋子 副審: 田野昭彦 |
| #627 | 2008年3月15日 13:26 |                                     |                               |                             | 魚津テクノスポーツドーム（ありそドーム） 観客数: 2,320人 主審: 三見洋子 副審: 田野昭彦 |

| #628 | 2008年3月15日 15:28 |                                  |                               |                                         |                                                                                        |
| #628 | 2008年3月15日 15:28 | 久光製薬スプリングス （18勝8敗） | 1 - 3 (17-25) (25-21) (17-25) | パイオニアレッドウィングス （14勝12敗） | 魚津テクノスポーツドーム（ありそドーム） 観客数: 2,540人 主審: 阿部広太郎 副審: 酒出修 |
| #628 | 2008年3月15日 15:28 |                                  |                               |                                         | 魚津テクノスポーツドーム（ありそドーム） 観客数: 2,540人 主審: 阿部広太郎 副審: 酒出修 |

| #629 | 2008年3月15日 14:00 |                             |                               |                            |                                                              |
| #629 | 2008年3月15日 14:00 | JTマーヴェラス （12勝14敗） | 0 - 3 (19-25) (22-25) (23-25) | 東レ・アローズ （22勝4敗） | 福井県営体育館 観客数: 2,700人 主審: 大塚達也 副審: 有乗正志 |
| #629 | 2008年3月15日 14:00 |                             |                               |                            | 福井県営体育館 観客数: 2,700人 主審: 大塚達也 副審: 有乗正志 |

| #630 | 2008年3月15日 16:00 |                                |                                       |                                      |                                                                      |
| #630 | 2008年3月15日 16:00 | NECレッドロケッツ （13勝13敗） | 1 - 3 (25-22) (17-25) (16-25) (22-25) | デンソー・エアリービーズ （19勝7敗） | 福井県営体育館 観客数: 2,500人 主審: 江下毅 副審: グレッグ・ルーオー |
| #630 | 2008年3月15日 16:00 |                                |                                       |                                      | 福井県営体育館 観客数: 2,500人 主審: 江下毅 副審: グレッグ・ルーオー |

#### 3月16日
| #631 | 2008年3月16日 11:00 |                             |                       |                             |                                                                |
| #631 | 2008年3月16日 11:00 | JTマーヴェラス （12勝15敗） | 0 - 3 (23-25) (21-25) | 岡山シーガルズ （14勝13敗） | 富山市総合体育館 観客数: 5,100人 主審: 小柴滋 副審: 阿部広太郎 |
| #631 | 2008年3月16日 11:00 |                             |                       |                             | 富山市総合体育館 観客数: 5,100人 主審: 小柴滋 副審: 阿部広太郎 |

| #632 | 2008年3月16日 13:05 |                                |                                               |                                         |                                                                |
| #632 | 2008年3月16日 13:05 | 日立佐和リヴァーレ （1勝26敗） | 3 - 2 (25-23) (16-25) (28-26) (23-25) (15-11) | パイオニアレッドウィングス （14勝13敗） | 富山市総合体育館 観客数: 5,050人 主審: 田野昭彦 副審: 三見洋子 |
| #632 | 2008年3月16日 13:05 |                                |                                               |                                         | 富山市総合体育館 観客数: 5,050人 主審: 田野昭彦 副審: 三見洋子 |

| #633 | 2008年3月16日 15:50 |                                  |                               |                                      |                                                            |
| #633 | 2008年3月16日 15:50 | 久光製薬スプリングス （18勝9敗） | 0 - 3 (20-25) (17-25) (25-27) | デンソー・エアリービーズ （20勝7敗） | 富山市総合体育館 観客数: 4,900人 主審: 酒出修 副審: 黒地忍 |
| #633 | 2008年3月16日 15:50 |                                  |                               |                                      | 富山市総合体育館 観客数: 4,900人 主審: 酒出修 副審: 黒地忍 |

| #634 | 2008年3月16日 13:00 |                                |                               |                            |                                                            |
| #634 | 2008年3月16日 13:00 | NECレッドロケッツ （13勝14敗） | 0 - 3 (22-25) (15-25) (19-25) | 東レ・アローズ （23勝4敗） | 福井県営体育館 観客数: 2,100人 主審: 江下毅 副審: 有乗正志 |
| #634 | 2008年3月16日 13:00 |                                |                               |                            | 福井県営体育館 観客数: 2,100人 主審: 江下毅 副審: 有乗正志 |

| #635 | 2008年3月16日 15:00 |                            |                                       |                                     |                                                                        |
| #635 | 2008年3月16日 15:00 | 武富士バンブー （8勝19敗） | 1 - 3 (22-25) (18-25) (28-26) (22-25) | トヨタ車体クインシーズ （12勝15敗） | 福井県営体育館 観客数: 1,700人 主審: グレッグ・ルーオー 副審: 大塚達也 |
| #635 | 2008年3月16日 15:00 |                            |                                       |                                     | 福井県営体育館 観客数: 1,700人 主審: グレッグ・ルーオー 副審: 大塚達也 |

#### 3Legの結果
| 順位 | チーム名                   | 試合数 | 勝数 | 敗数 | 勝率  | 備考           |
| ---- | -------------------------- | ------ | ---- | ---- | ----- | -------------- |
| 1    | 東レ・アローズ             | 9      | 9    | 0    | 1.000 |                |
| 2    | デンソー・エアリービーズ   | 9      | 8    | 1    | 0.889 |                |
| 3    | NECレッドロケッツ          | 9      | 6    | 3    | 0.667 |                |
| 4    | 久光製薬スプリングス       | 9      | 5    | 4    | 0.556 |                |
| 5    | 岡山シーガルズ             | 9      | 4    | 5    | 0.444 | セット率 1.188 |
| 6    | パイオニアレッドウィングス | 9      | 4    | 5    | 0.444 | セット率 0.818 |
| 7    | 武富士バンブー             | 9      | 3    | 6    | 0.333 | セット率 0.850 |
| 8    | トヨタ車体クインシーズ     | 9      | 3    | 6    | 0.333 | セット率 0.714 |
| 9    | JTマーヴェラス             | 9      | 2    | 7    | 0.222 |                |
| 10   | 日立佐和リヴァーレ         | 9      | 1    | 8    | 0.111 |                |

### レギュラーラウンドの結果
| 順位 | チーム名                   | 試合数 | 勝数 | 敗数 | 勝率  | 備考           |
| ---- | -------------------------- | ------ | ---- | ---- | ----- | -------------- |
| 1    | 東レ・アローズ             | 27     | 23   | 4    | 0.852 |                |
| 2    | デンソー・エアリービーズ   | 27     | 20   | 7    | 0.741 |                |
| 3    | 久光製薬スプリングス       | 27     | 18   | 9    | 0.667 |                |
| 4    | 岡山シーガルズ             | 27     | 14   | 13   | 0.519 | セット率 1.078 |
| 5    | パイオニアレッドウィングス | 27     | 14   | 13   | 0.519 | セット率 1.000 |
| 6    | NECレッドロケッツ          | 27     | 13   | 14   | 0.481 |                |
| 7    | トヨタ車体クインシーズ     | 27     | 12   | 15   | 0.444 | セット率 0.836 |
| 8    | JTマーヴェラス             | 27     | 12   | 15   | 0.444 | セット率 0.797 |
| 9    | 武富士バンブー             | 27     | 8    | 19   | 0.296 |                |
| 10   | 日立佐和リヴァーレ         | 27     | 1    | 26   | 0.007 |                |

### セミファイナルラウンド

#### 3月21日
| #640 | 2008年3月21日 18:25 |                        |                               |                        |                                                                |
| #640 | 2008年3月21日 18:25 | 東レ・アローズ （1勝） | 3 - 0 (25-11) (25-23) (25-16) | 岡山シーガルズ （1敗） | パークアリーナ小牧 観客数: 1,450人 主審: 塚本健 副審: 山本和良 |
| #640 | 2008年3月21日 18:25 |                        |                               |                        | パークアリーナ小牧 観客数: 1,450人 主審: 塚本健 副審: 山本和良 |

| #641 | 2008年3月21日 16:00 |                                  |                                       |                              |                                                                |
| #641 | 2008年3月21日 16:00 | デンソー・エアリービーズ （1勝） | 3 - 1 (25-27) (25-17) (25-23) (25-22) | 久光製薬スプリングス （1敗） | パークアリーナ小牧 観客数: 900人 主審: 村上成司 副審: 田野昭彦 |
| #641 | 2008年3月21日 16:00 |                                  |                                       |                              | パークアリーナ小牧 観客数: 900人 主審: 村上成司 副審: 田野昭彦 |

#### 3月22日
| #642 | 2008年3月22日 15:50 |                        |                                               |                                     |                                                                  |
| #642 | 2008年3月22日 15:50 | 東レ・アローズ （2勝） | 3 - 2 (20-25) (17-25) (25-19) (25-21) (15-10) | デンソー・エアリービーズ （1勝1敗） | パークアリーナ小牧 観客数: 3,200人 主審: 田野昭彦 副審: 村上成司 |
| #642 | 2008年3月22日 15:50 |                        |                                               |                                     | パークアリーナ小牧 観客数: 3,200人 主審: 田野昭彦 副審: 村上成司 |

| #643 | 2008年3月22日 13:00 |                              |                                               |                           |                                                                |
| #643 | 2008年3月22日 13:00 | 久光製薬スプリングス （2敗） | 2 - 3 (25-23) (21-25) (25-14) (24-26) (14-16) | 岡山シーガルズ （1勝1敗） | パークアリーナ小牧 観客数: 3,120人 主審: 山本和良 副審: 塚本健 |
| #643 | 2008年3月22日 13:00 |                              |                                               |                           | パークアリーナ小牧 観客数: 3,120人 主審: 山本和良 副審: 塚本健 |

#### 3月23日
| #644 | 2008年3月23日 15:00 |                              |                                       |                        |                                                                  |
| #644 | 2008年3月23日 15:00 | 久光製薬スプリングス （3敗） | 1 - 3 (20-25) (25-23) (19-25) (18-25) | 東レ・アローズ （3勝） | パークアリーナ小牧 観客数: 2,950人 主審: 田野昭彦 副審: 三見洋子 |
| #644 | 2008年3月23日 15:00 |                              |                                       |                        | パークアリーナ小牧 観客数: 2,950人 主審: 田野昭彦 副審: 三見洋子 |

| #645 | 2008年3月23日 13:00 |                                     |                               |                           |                                                                  |
| #645 | 2008年3月23日 13:00 | デンソー・エアリービーズ （2勝1敗） | 3 - 0 (25-17) (25-22) (25-20) | 岡山シーガルズ （1勝2敗） | パークアリーナ小牧 観客数: 3,000人 主審: 村上成司 副審: 山本和良 |
| #645 | 2008年3月23日 13:00 |                                     |                               |                           | パークアリーナ小牧 観客数: 3,000人 主審: 村上成司 副審: 山本和良 |

### ファイナルラウンド
3位決定戦
| #650 | 2008年4月6日 11:00 |                |                                       |                      |                                                                        |
| #650 | 2008年4月6日 11:00 | 岡山シーガルズ | 1 - 3 (20-25) (19-25) (25-17) (16-25) | 久光製薬スプリングス | さいたまスーパーアリーナ 観客数: 3,500人 主審: 石井洋壮 副審: 田野昭彦 |
| #650 | 2008年4月6日 11:00 |                |                                       |                      | さいたまスーパーアリーナ 観客数: 3,500人 主審: 石井洋壮 副審: 田野昭彦 |

決勝
| #651 | 2008年4月6日 15:00 |                |                                       |                          |                                                                      |
| #651 | 2008年4月6日 15:00 | 東レ・アローズ | 3 - 1 (25-22) (21-25) (25-19) (25-20) | デンソー・エアリービーズ | さいたまスーパーアリーナ 観客数: 7,200人 主審: 小柴滋 副審: 山本和良 |
| #651 | 2008年4月6日 15:00 |                |                                       |                          | さいたまスーパーアリーナ 観客数: 7,200人 主審: 小柴滋 副審: 山本和良 |

### 最終順位
| 順位   | チーム名                   | 備考     |
| ------ | -------------------------- | -------- |
| 優勝   | 東レ・アローズ             | 初優勝   |
| 準優勝 | デンソー・エアリービーズ   |          |
| 3      | 久光製薬スプリングス       |          |
| 4      | 岡山シーガルズ             |          |
| 5      | パイオニアレッドウィングス |          |
| 6      | NECレッドロケッツ          |          |
| 7      | トヨタ車体クインシーズ     |          |
| 8      | JTマーヴェラス             |          |
| 9      | 武富士バンブー             | 入替戦へ |
| 10     | 日立佐和リヴァーレ         | 入替戦へ |

### 個人賞
| No. | 賞名             | 受賞者               | 所属チーム               | 備考                |
| --- | ---------------- | -------------------- | ------------------------ | ------------------- |
| 1   | 優勝監督賞       | 菅野幸一郎           | 東レ・アローズ           |                     |
| 2   | 最高殊勲選手賞   | 荒木絵里香           | 東レ・アローズ           |                     |
| 3   | 敢闘賞           | 岡野知子             | デンソー・エアリービーズ |                     |
| 4   | 最優秀新人賞     | 坂下麻衣子           | JTマーヴェラス           |                     |
| 5   | ベスト6          | イエレナ・パブロワ   | 久光製薬スプリングス     |                     |
| 5   | ベスト6          | ベタニア・デラクルス | 東レ・アローズ           |                     |
| 5   | ベスト6          | 木村沙織             | 東レ・アローズ           |                     |
| 5   | ベスト6          | 荒木絵里香           | 東レ・アローズ           |                     |
| 5   | ベスト6          | 井上香織             | デンソー・エアリービーズ |                     |
| 5   | ベスト6          | 中道瞳               | 東レ・アローズ           |                     |
| 6   | ベストリベロ賞   | 佐野優子             | 久光製薬スプリングス     |                     |
| 7   | レシーブ賞       | 濱口華菜里           | 東レ・アローズ           |                     |
| 8   | 得点王           | イエレナ・パブロワ   | 久光製薬スプリングス     | 総得点=692点        |
| 9   | スパイク賞       | 荒木絵里香           | 東レ・アローズ           | 決定率=54.7%        |
| 10  | ブロック賞       | 荒木絵里香           | 東レ・アローズ           | 決定本数=1.03本/set |
| 11  | サーブ賞         | 板橋恵               | 日立佐和リヴァーレ       | 効果率=16.2%        |
| 12  | サーブレシーブ賞 | 佐野優子             | 久光製薬スプリングス     | 成功率=80.2%        |
| 13  | 優秀GM賞         | 木村武               | 東レ・アローズ           |                     |

### Vチャレンジ・マッチ（入替戦）

#### 4月12日
| #660 | 2008年4月12日 |                                           |                               |                                            |                  |
| #660 | 2008年4月12日 | 日立佐和リヴァーレ （プレミアリーグ10位） | 3 - 0 (25-14) (25-23) (25-16) | 健祥会レッドハーツ （チャレンジリーグ1位） | 秋葉台文化体育館 |
| #660 | 2008年4月12日 |                                           |                               |                                            | 秋葉台文化体育館 |

| #661 | 2008年4月12日 |                                      |                       |                                           |                  |
| #661 | 2008年4月12日 | 武富士バンブー （プレミアリーグ9位） | 3 - 0 (25-15) (25-12) | PFUブルーキャッツ （チャレンジリーグ2位） | 秋葉台文化体育館 |
| #661 | 2008年4月12日 |                                      |                       |                                           | 秋葉台文化体育館 |

#### 4月13日
| #662 | 2008年4月13日 |                                           |                               |                                            |                  |
| #662 | 2008年4月13日 | 日立佐和リヴァーレ （プレミアリーグ10位） | 3 - 0 (25-23) (25-12) (28-26) | 健祥会レッドハーツ （チャレンジリーグ1位） | 秋葉台文化体育館 |
| #662 | 2008年4月13日 |                                           |                               |                                            | 秋葉台文化体育館 |

| #663 | 2008年4月13日 |                                      |                               |                                           |                  |
| #663 | 2008年4月13日 | 武富士バンブー （プレミアリーグ9位） | 3 - 0 (25-22) (25-15) (25-19) | PFUブルーキャッツ （チャレンジリーグ2位） | 秋葉台文化体育館 |
| #663 | 2008年4月13日 |                                      |                               |                                           | 秋葉台文化体育館 |

この結果、武富士バンブーと日立佐和リヴァーレがVプレミアリーグに残留が決定した。